# Desarrollo del conflicto de la Franja de Gaza de 2008-2009

Mapa de la Franja de Gaza.

El conflicto de la Franja de Gaza de 2008-2009 comenzó el 27 de diciembre de 2008, y terminó el 18 de enero de 2009 tras la declaración del alto el fuego por parte tanto del ejército israelí como de Hamás. Su desarrollo se centró principalmente en torno a la Franja de Gaza, región costera situada en el Oriente Medio y perteneciente a los Territorios Palestinos, y gobernada por la organización islamista Hamás. Así mismo, el sur de Israel fue afectado por los cohetes lanzados por las organizaciones palestinas desde Gaza, que se intensificaron durante el transcurso de la ofensiva. Tras la declaración del alto el fuego continuaron las hostilidades entre ambas partes del conflicto aunque a menor intensidad.

## Comienzo del conflicto

### Primer día de la ofensiva: 27 de diciembre
El bombardeo se inició durante la mañana del sábado, día sagrado de la religión judía, desde las 9:30 de la hora local concentrados en las ciudades de Gaza, Rafah y Jan Yunis. En un primer momento de la ofensiva, la Fuerza Aérea Israelí utilizó al menos 88 aviones de combate, incluyendo bombarderos F-16 y helicópteros Apache, en una serie de ataques aéreos contra más de 40 objetivos, utilizando unas 100 toneladas de bombas durante los operativos En el curso de los bombardeos se destruyeron multitud de edificios relacionados con Hamás y la Autoridad Palestina, centrándose en la mayor parte de las sedes de Fuerza Ejecutiva (policía) o centros de entrenamiento, aunque también se destruyeron una mezquita y varias carreteras. El bombardeo sobre el cuartel general de la policía de Ciudad de Gaza mientras se preparaba la ceremonia de graduación de la policía regular y de tráfico provocó la muerte de al menos cuarenta personas, entre las que se encontraba el jefe principal de Fuerza Ejecutiva, general Tawfik Jaber. La primera oleada de bombardeos acabó con la destrucción de sus objetivos en unos 4 minutos.

### Segundo día de la ofensiva: 28 de diciembre
Durante la segunda jornada de bombardeos, que tuvo lugar durante la tarde del domingo 28, el objetivo fue la llamada Ruta Philadelphi, una franja de separación entre Gaza y Egipto, bajo la cual constantemente se descubren túneles que fuentes israelíes han señalado que son usados para contrabando de todo tipo de productos, desde alimentos a armas.
Así mismo, el consejo de ministros israelí celebrado ese mismo día dio orden de movilizar a más de seis mil quinientos reservistas, ante la posible invasión terrestre de la Franja.
Durante la noche del 28 al 29 de diciembre, la Fuerza Aérea Israelí bombardeó varios símbolos representativos de Hamás: el Ministerio de Interior y la Universidad Islámica de Gaza, así como la sede del Comité Olímpico, estaciones policiales e instalaciones de seguridad de Hamás en Gaza, entre otros cuarenta objetivos. El ataque sobre varios puntos de Gaza dejó al menos unos siete muertos, seis de los cuales eran niños, según fuentes hospitalarias; el impacto de un misil israelí en Jabalia, al norte de Gaza, contra su vivienda familiar provocó la muerte de cinco niñas, todas ellas hermanas. Según la agencia de noticias Maan, "la búsqueda de refugio para los niños de Gaza se ha vuelto imposible por la falta de instalaciones debidamente reforzadas".

### Tercer día de la ofensiva: 29 de diciembre

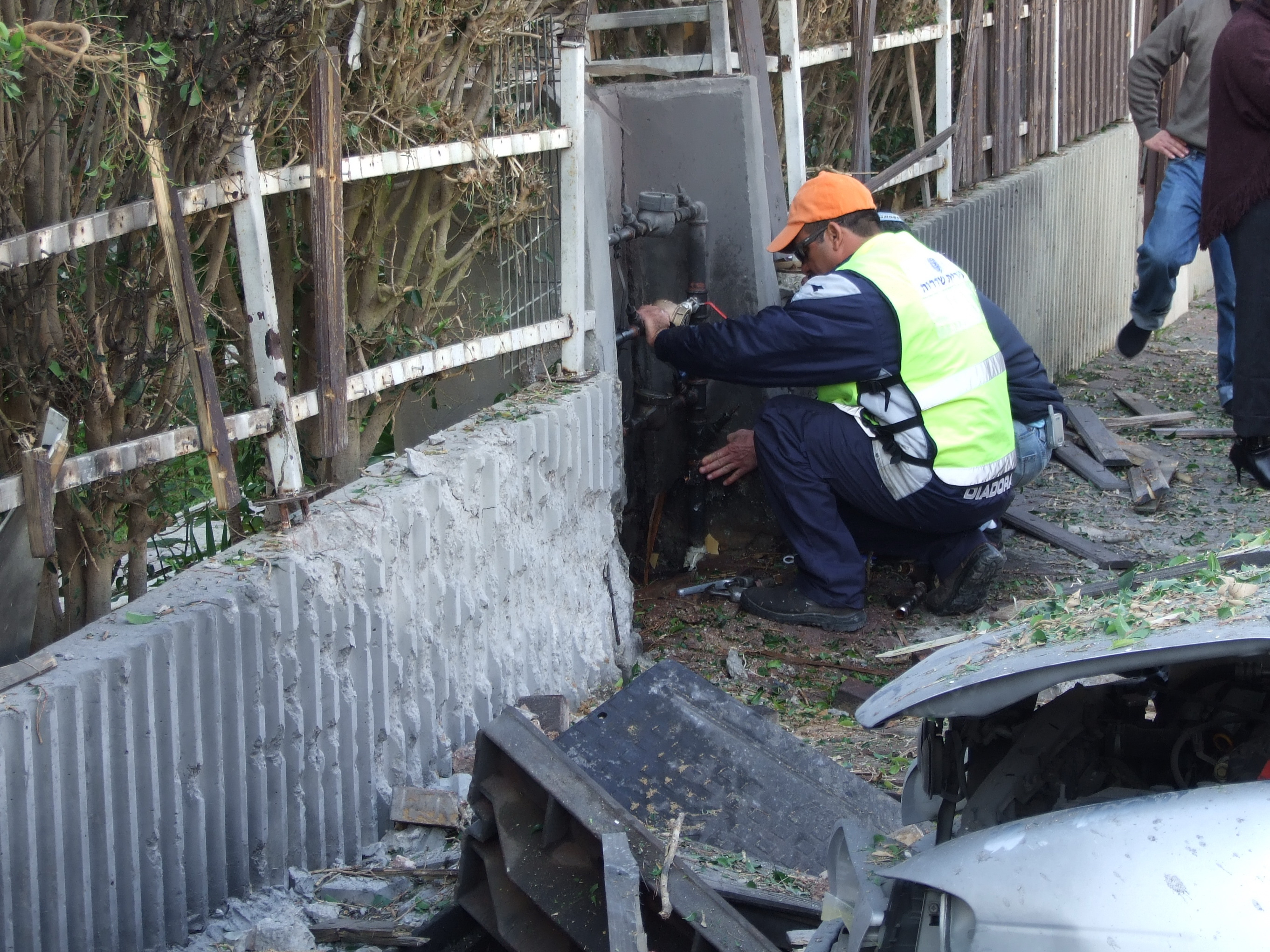
Un operario municipal israelí arreglando una tubería de agua destruida por un cohete qassam en Sderot el 29 de diciembre de 2008.

El tercer día consecutivo de bombardeos, un balance de los servicios de Emergencia de Gaza informó que las víctimas ascendían a mil cuatrocientos veinte heridos y más de trescientos muertos, de los que más de medio centenar son civiles según una agencia de la ONU. El jefe de la Oficina palestina de Sanidad, Bassam Naim, señaló que "podría haber decenas de cadáveres bajo los escombros" de los edificios e instalaciones bombardeadas. El primer fallecido debido a los cohetes Qassam lanzados el día 29 desde la Franja fue un obrero israelí de origen árabe. A última hora de la tarde moría un israelí y cinco resultaban heridos en la ciudad de Ascalón, como consecuencia del impacto de un cohete lanzado desde la Franja. Menos de una hora después moría una mujer israelí en Ashdod por el impacto de otro cohete. Mientras tanto, al terminar la jornada se contaban más de 350 muertos y 1.600 heridos palestinos. Europa Press afirmó que al menos cinco niñas murieron esta noche por el bombardeo de casas civiles.
Las autoridades israelíes ordenaron a los periodistas que "abandonaran las áreas colindantes a la zona", que fueron declaradas "zona militar cerrada", extendiéndose entre dos y cuatro kilómetros más allá de Gaza. Cientos de tanques israelíes se apostaron y permanecían alineadas cercando Gaza, dónde sólo las carreteras asfaltadas y los principales núcleos urbanos estaban abiertos al tránsito civil. A quinientos metros del Paso de Eretz, el más usado habitualmente para el tráfico de personas, dos docenas de tanques estaban desplegados mientras más al sur, a un kilómetro de Nakhal Oz, el puesto fronterizo más empleado para la entrada de suministros y víveres a Gaza, una dotación policial impedía el paso. Daniel Seaman, portavoz del gobierno israelí, declaró en Sderot, la ciudad israelí más cercana a la Franja, confiar en que "no será necesaria una incursión terrestre, aunque eso depende sólo de Hamás"; "Nos fuimos de Gaza hace tres años, y no queremos volver", dijo Seaman, "Pero lo haremos si es necesario".
Fuentes militares citadas por el diario israelí "Haaretz" afirmaron que el brazo militar de Hamás, las Brigadas de Izz ad-Din al-Qassam, "está intacto y capacitado para llevar a cabo operaciones significativas en un futuro cercano". Las fuerzas de tierra de Israel han sido por otro lado informadas de las misiones que tendrán que realizar, incluyendo los movimientos para localizar y neutralizar las fuerzas y estructuras milicianas de Hamás.
Amnistía Internacional condenó los ataques, e instó a ponerlos fin por considerarlos ilegales y también atender las necesidades urgentes de Gaza.

### Cuarto día de la ofensiva: 30 de diciembre
El día cuarto de ofensiva se saldó con al menos diez palestinos muertos y cuarenta heridos, situándose la cifra de víctimas de los bombardeos en unos 380. Los principales objetivos de los bombardeos fueron edificios relacionados con la infraestructura de Hamás y las casas particulares de los dirigentes de la organización. Según Ha'aretz, el primer ministro israelí informó al presidente Shimon Peres de que la operación militar estaba "en sus fases iniciales". Israel permitió la entrada en la Franja de un convoy de camiones con ayuda humanitaria.
El ejército israelí atacó al barco chipriota Dignity que transportaba 4 toneladas de ayuda humanitaria (principalmente medicamentos y víveres) y 16 activistas (algunos de ellos médicos), hacia la región de Gaza. Según un tripulante, corresponsal de CNN, "el barco israelí persiguió primero durante 30 minutos al bote con ayuda humanitaria en aguas internacionales frente a la costa del mar Mediterráneo de la Franja de Gaza. De pronto, chocó al "Dignity" sin advertencia previa." La organización norteamericana de derechos humanos Palestina Libre denunció que el ataque se produjo fuera el área de exclusión, a 75 millas de la costa. Mientras tanto el bando israelí aduce que se le hicieron advertencias por radio que no fueron respondidas desde el Dignity. Finalmente, la embarcación averiada llegó al puerto de la ciudad libanesa de Tiro, desde donde se reanudaron los esfuerzos para hacer llegar la ayuda a Gaza, solicitando otra nave para la tarea. Tras este hecho que impidió la ayuda humanitaria a la población palestina, Alberto Arce (miembro de la ONG Free Gaza) expresó su indignación 

 "Esta mañana estábamos en Beit Hanoun, en una casa frente al hospital, cuando a las 3.30 de la mañana una explosión ha reventando la sede del Frente Popular, un partido político democrático que está en la misma manzana". "Éste es el argumento de que el ataque de Israel no es contra Hamás, sino contra los palestinos"

Dos de los cohetes lanzados desde la Franja de Gaza impactaron en los alrededores de la ciudad israelí de Beerseba, lo que supuso el punto más lejano alcanzado por un cohete lanzado desde la Franja hasta ese momento. Las Brigadas de Izz ad-Din al-Qassam, brazo armado de Hamás, se responsabilizaron de los lanzamientos, afirmando que alcanzarían objetivos más lejanos si el ejército israelí continuaba con su ofensiva.
El secretario general de Naciones Unidas, junto con los ministros de asuntos exteriores de la Unión Europea, así como los de Rusia y Estados Unidos (integrantes del Cuarteto de Mediadores para Oriente Próximo), solicitaron un "inmediato alto el fuego". El ministro de exteriores español, Miguel Ángel Moratinos, afirmó que el objetivo era lograr "una tregua humanitaria inmediata" de 24 o 48 horas, con el objetivo de detener los bombardeos durante este período para permitir el acceso a la ayuda humanitaria a la población civil palestina. Según declaraciones del ministro de Bienestar israelí, Israel podría considerar dicha tregua, siempre que Hamás demostrase que detendría el lanzamiento de cohetes. El ejército israelí recomendará al primer ministro Olmert que intente lograr una tregua de 48 horas antes de iniciar la posible invasión por tierra, basándose en la propuesta de Bernard Kouchner, ministro de Exteriores francés.
Al cerrar el día se contabilizaban 363 muertos y 1.750 heridos palestinos.

### Quinto día de la ofensiva: 31 de diciembre
Doce misiles israelíes fueron lanzados durante la noche sobre los túneles del paso de Rafah, horas después de que Egipto anunciara su cierre ante el ataque anunciado por Israel, según la agencia de noticias Maan. Los proyectiles eran bombas sísmicas (que pueden causar pequeños terremotos) y dejaron boquetes de más de treinta metros de profundidad. El presidente egipcio Hosni Mubarak declaró anoche que sólo volverá a abrir el paso de Rafah cuando esté bajo control de la Autoridad Palestina y de los observadores de la Unión Europea. Al término de la reunión mantenida el día 30, la UE manifestó su disposición a enviar una misión a Rafah para la reapertura del acceso a Egipto y a "ampliar su asistencia a otros puntos de paso, una vez que las cuestiones relativas a la seguridad hayan tenido una respuesta satisfactoria".
En las primeras horas de la madrugada los bombardeos provocaron la muerte de un médico palestino. Los objetivos fueron edificios gubernamentales, en su mayoría bombardeados ya en jornadas previas, como la oficina del primer ministro, la sede del Ministerio de Interior, y una casa particular en el campo de refugiados de Jabalia. Según el ejército israelí, la oficina de Ismail Haniye era "un objetivo gubernamental que también había servido como "centro de planificación, apoyo y financiamiento de actividades terroristas". Fuerzas de Defensa israelíes añadieron que también se atacó un campo militar y un lanzacohete de Hamás, según el diario Ha'aretz. Aunque el mal tiempo impidió algunas operaciones aéreas, el Ejército utilizó buques de guerra y vehículos con artillería para bombardear el norte y el centro de Gaza. Las víctimas mortales del conflicto ascienden a 375 y 1.720 heridos, cientos de ellos de gravedad. Según informa el Ministerio de Sanidad de Hamás, el quince por ciento de los 376 muertos en Gaza eran mujeres y niños. Asimismo, el 45 por ciento de los heridos corresponde a menores de edad. Al cerrar el día se contabilizaban 393 muertos y 1900 heridos palestinos, según datos del Ministerio de Sanidad de Hamás en Gaza. Según los servicios de emergencia de Gaza alrededor del 40% de los muertos eran civiles (unos 160).
Mientras tanto, las milicias palestinas lanzaron medio centenar de cohetes y proyectiles de mortero hacia el sur de Israel, dos de los cuales alcanzaron de nuevo la ciudad de Beerseba. Uno de ellos alcanzó un colegio, y el otro una zona residencial, sin causar víctimas ninguno de los dos. Se estima que los cohetes que están alcanzando Beerseba, que nunca antes había sido alcanzada por un cohete lanzado desde la Franja de Gaza, son del tipo Grad, que tienen mayor alcance y puntería que los Qassam.
El Ejército israelí finalizó los preparativos de la invasión terrestre, aunque no iniciaría la incursión hasta recibir orden del Gobierno. El portavoz del Ministerio de Exteriores israelí se refirió a la tregua propuesta el día anterior por la Unión Europea diciendo que "no contiene ningún tipo de garantía de que Hamás vaya a detener el lanzamiento de cohetes y el contrabando". Por lo tanto "no es realista esperar que Israel vaya a declarar unilateralmente un alto el fuego sin mecanismos que aseguren el cese de los disparos y del terrorismo por parte de Hamás", aunque también reconoció que todavía no se había rechazado definitivamente dicha propuesta, pues se estaba barajando junto a otras. Finalmente, el portavoz del Ministerio de Asuntos Exteriores israelí, Andy David, afirmó posteriormente: "la iniciativa (francesa) puede considerarse rechazada oficialmente". A pesar de ello, el ministro de Exteriores español, Miguel Ángel Moratinos, declaró que la comunidad internacional debía seguir "insistiendo" para que Israel aceptase "un alto el fuego inmediato y urgente". Mahmud Abbas, presidente de la ANP, ha pedido al Consejo de Seguridad de la ONU que apruebe una resolución en favor de un alto el fuego inmediato en la Franja de Gaza.
La Fuerza Aérea israelí bombardeó una mezquita en el sur de la Franja de Gaza, que según informaciones del Shin Bet había sido convertida en un arsenal de cohetes Qassam y Katyusha. También continuaron los bombardeos sobre los túneles que unen Gaza y Egipto. Según el diario Ha'aretz, el ministro israelí de defensa Ehud Barak solicitó la aprobación de la movilización de otros 2.510 reservistas, que de aprobarse se sumarían a los 6.700 reservistas ya movilizados.
Al cerrar la jornada los muertos palestinos alcanzaban los 400, mientras que los heridos ascendían a 1900. Un Informe de la ONU reveló que al menos el 25% de ellos eran civiles y que, como mínimo, 42 de las víctimas fatales fueron niños.

### Sexto día de la ofensiva: 1 de enero
- Imagen superior: Edificio del Consejo Legislativo Palestino en Gaza en 2007.
- Imagen inferior: Estado del Edificio del Consejo Legislativo Palestino de Gaza en 2009, tras ser bombardeado el día 1 de enero.

Israel llevó a cabo un asesinato selectivo en el que murió Nizar Rayan, profesor de la Universidad Islámica de Gaza y uno de los principales líderes y comandantes militares del Hamás, junto a sus cuatro esposas y 10 de sus 12 hijos, tras el bombardeo de su domicilio en Jabalia. Rayyan, doctorado en Filosofía Islámica, era considerado el dirigente más importante del norte de la Franja de Gaza. Se encargaba de coordinar la rama política -el partido- y la militar -las Brigadas de Izz ad-Din al-Qassam- de la organización islamista, y era considerado uno de los máximos dirigentes de la línea dura de Hamás.
También fue bombardeada una mezquita en Jabalia, que era utilizada por Hamás como centro de reunión y suministro de armas, así como de lanzamiento de cohetes contra Israel. Las Fuerzas de Defensa israelíes emitieron un comunicado que afirmaba que seguirán atacando cualquier objetivo usado por terroristas, "incluso si lo hacen desde importantes centros religiosos o culturales".El mismo día, fueron objetivos de bombardeos: un edificio perteneciente al Consejo Legislativo Palestino en Gaza, los ministerios de justicia y educación en el barrio de Tel Al-Hawa y un taller de herrería en la región de Aqsoula
Las milicias palestinas lanzaron alrededor de cincuenta cohetes sobre territorio israelí. Uno de ellos, del tipo Grad, impactó en un edificio de ocho plantas en Asdod. Otros tres Grad cayeron sobre Beerseba, y Ofakim, Ascalón y Sderot también fueron objetivo de los cohetes, sin registrarse víctimas mortales. En Beerseba y en Gedera las clases en los institutos fueron canceladas.
Estados Unidos y Reino Unido se negaron a apoyar una propuesta presentada por Libia (en nombre de la Liga Árabe) en una reunión de emergencia del Consejo de Seguridad de Naciones Unidas instando al cese inmediato de las operaciones israelíes, al considerar que no tenía en cuenta los ataques de Hamás.
En el sexto día de bombardeos, la aviación israelí bombardeó dos viviendas en el campamento de refugiados de An Nusseirat, produciendo decenas de heridos. El bombardeo de la casa de Abu Musa Ad Diry, en el barrio de Sabra (Gaza) provocó otros 20 heridos, y fue bombardeado el Consejo Legislativo Palestino, también en Gaza. Al menos 5 personas murieron tras el bombardeo del barrio de Ash Shaboura, en Rafah. También hubo fallecidos tras los bombardeos en Jabalia y en el sur de la Franja, y en el este de la ciudad de Gaza debido a una incursión terrestre de tropas israelíes que se enfrentaron con miembros de las Brigadas de Izz ad-Din al-Qassam, según la agencia palestina de noticias Maan, que informó que desde el 27 de diciembre alrededor de 2.000 personas han resultado heridos, 250 de ellos de gravedad, y al menos 417 han muerto debido a los ataques israelíes sobre la Franja de Gaza.

### Séptimo día de la ofensiva: 2 de enero

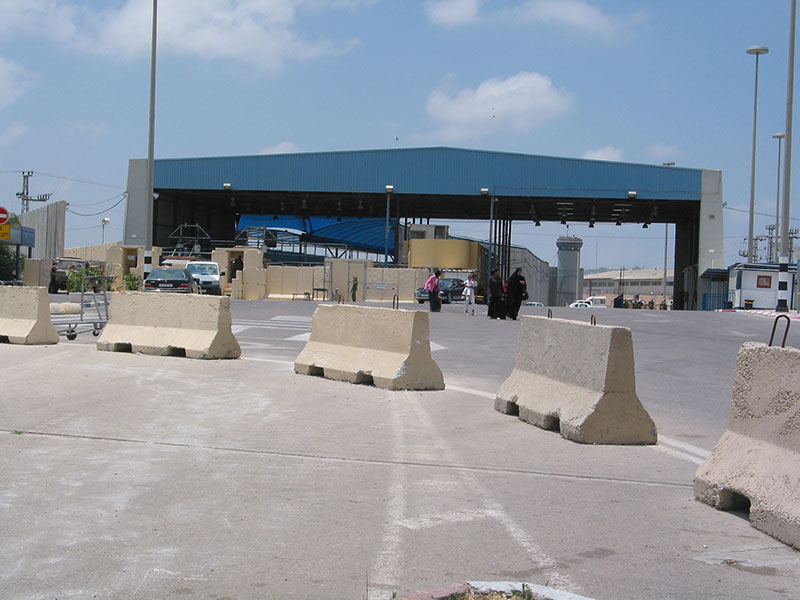
El Paso de Erez fue abierto para permitir la salida de Gaza de unos 300 palestinos con doble nacionalidad.

Por primera vez desde que comenzó el conflicto, Israel permitió la salida de población desde la Franja de Gaza. Se abrió el paso de Erez para permitir la salida de unas 300 personas, principalmente palestinos con doble nacionalidad, mayoritariamente rusos, ucranianos, turcos, estadounidenses y noruegos, que viven en la Franja de Gaza. Este hecho ha sido visto desde algunos medios como una posible preparación para una escalada de los ataques. También se permitió la entrada en la Franja de 72 camiones con ayuda humanitaria procedente de Turquía, la Cruz Roja y la UNRWA por el mismo paso de Erez.
La Fuerza Aérea israelí bombardeó unos treinta objetivos relacionados con la infraestructura de Hamás. Concretamente, se bombardeó la casa particular de Mohammed Matouk, importante miembro de Hamás, que según el ejército israelí era utilizada como depósito de armas. También se bombardearon las casas de otros quince miembros de Hamás. Así mismo, una mezquita del campo de refugiados de Jabalia fue objetivo de los bombardeos israelíes, pues según la radio militar israelí había cohetes Grad escondidos en su interior.

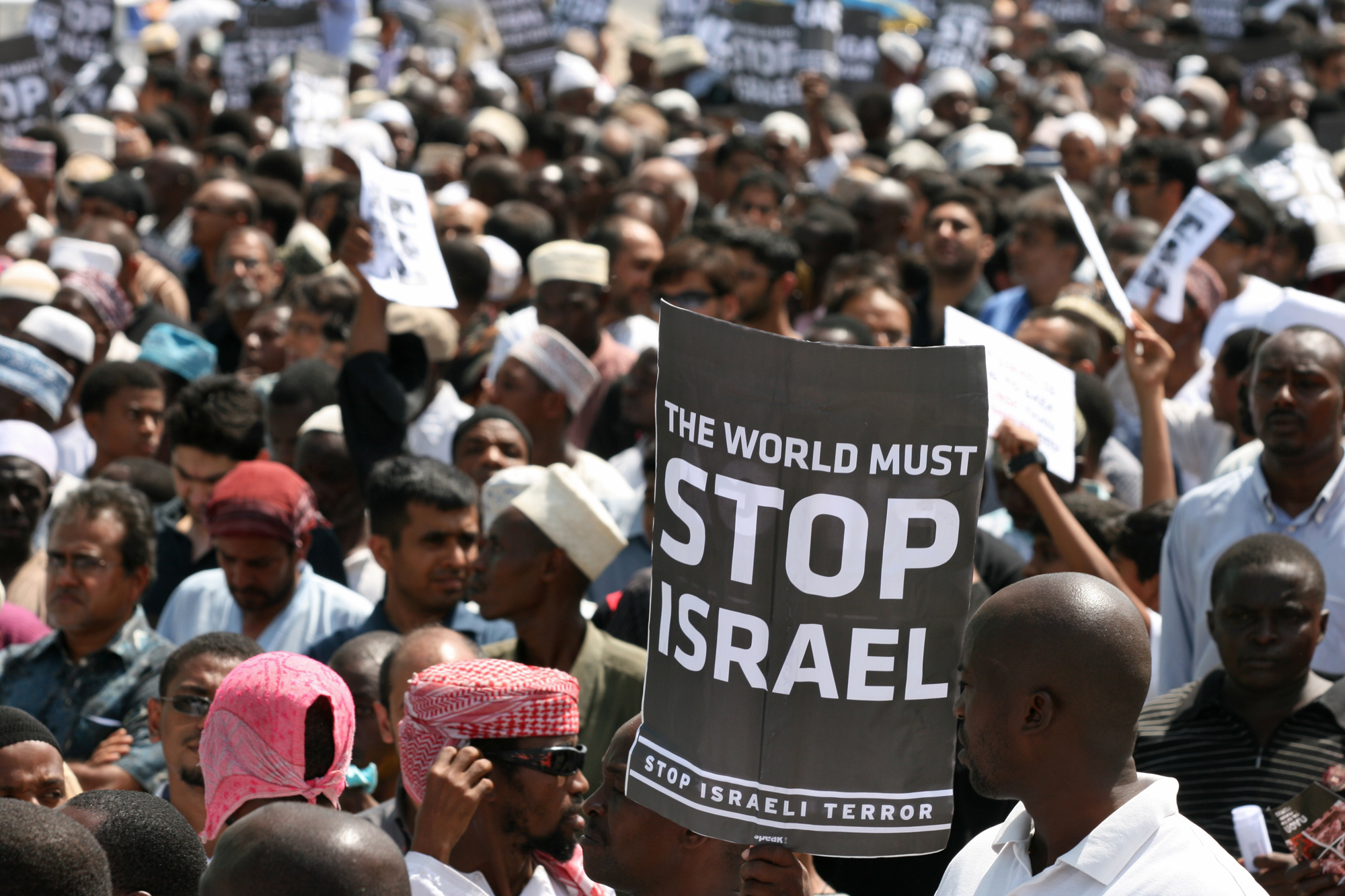
Manifestantes contra Israel en Dar Es Salaam, Tanzania.

Tras hacerse público que en el bombardeo de la casa de Nizar Rayan murieron diecisiete personas, diez de ellas niños, Hamás llamó a la población a un "día de cólera", por lo que el ministro israelí de Defensa Ehud Barak ordenó el cierre de los pasos fronterizos entre Israel y Cisjordania. La policía israelí dispuso el estado de alerta por temor a las protestas de la población árabe israelí.; las personas con carnet de identidad palestino o con carta de residencia de Jerusalén no podrán entrar en la ciudad o moverse libremente dentro de ella. Dentro de Cisjordania sí podrán moverse, aunque se esperan retenciones, al igual que con los ciudadanos extranjeros que viajen por Cisjordania y Jerusalén. Miles de palestinos se manifestaron en Cisjordania, en Ramala y en Jerusalén Este, lanzando piedras contra las fuerzas de seguridad, quienes respondieron con gas lacrimógeno contra los manifestantes. Los manifestantes se dirigieron también contra los gobiernos y líderes árabes por no haber actuado suficiente para detener a Israel. Hubo también protestas en puntos de Oriente Medio y varios países asiáticos, India, Afganistán, Jordania, Indonesia, Turquía, Egipto, Líbano, Yemen, Irán, así como en Londres, Australia y Kenia.  Antidisturbios en Jordania lanzaron gases lacrimógenos para detener una manifestación camino de la embajada israelí, mientras que en Estambul, miles de turcos quemaron banderas israelíes tras las plegarias del viernes.
El balance provisional de víctimas del séptimo día de ofensiva es de ocho palestinos muertos, todos ellos civiles, de los que cinco eran niños. Con ellos, suman 428 las víctimas palestinas y los heridos se estiman en unos 2200.
La Embajada israelí en España aseguró, respondiendo a las críticas internacionales por los civiles muertos en Gaza, que el Ejército nunca actúa sin telefonear "casa por casa" a los civiles palestinos para que evacuen las viviendas situadas cerca de "objetivos militares", e insistió en que Hamás "utiliza a su población civil como escudos humanos". Ya el día 29 Amnistía Internacional advertía sobre llamadas telefónicas con avisos falsos para extender el temor entre la población civil, práctica utilizada con anterioridad en Gaza y en la Guerra del Líbano de 2006. Si esta fuera la finalidad, señala AI, tal práctica viola el derecho internacional, y se le debe poner fin de inmediato.
En territorio israelí, cuatro cohetes Grad impactaron en la ciudad de Ascalón, uno de ellos en una casa, produciendo un herido leve; dos cohetes Qassam impactaron en Sderot. En total unos cuarenta cohetes cayeron sobre Israel, ninguno de los cuales produjo víctimas mortales El mismo día se hizo público que el alto mando del ejército había dado el miércoles, quinto día de ofensiva, el visto bueno a llevar a cabo una "intensa, pero breve" ofensiva terrestre en la Franja de Gaza, pues su alto mando considera que de esta forma lograrán que Hamás acepte unas condiciones de alto el fuego "más favorables para Israel". Por otro lado, la corte suprema emitió un fallo que permite la entrada de un número limitado de periodistas, pero Israel sigue negándoles la entrada.

## La ofensiva terrestre

### Octavo día de la ofensiva: 3 de enero

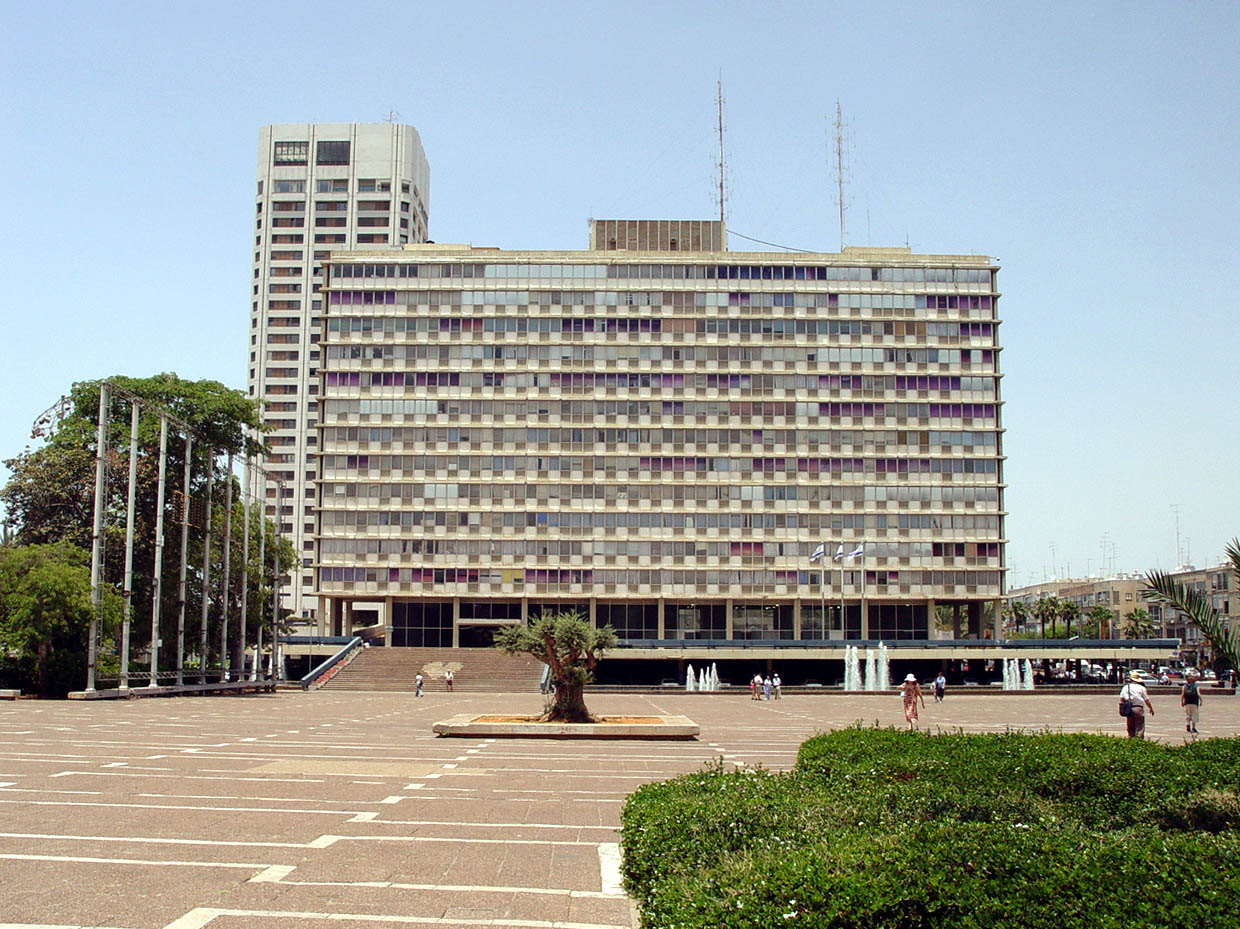
Según The Jerusalem Post, más de un millar de personas se concentraron el 3 de enero en la plaza Rabin (כיכר רבין, Kikar Rabin) de Tel Aviv para protestar contra la operación en la Franja de Gaza.

Las fuerzas aéreas israelíes atacaron más de cuarenta objetivos por la noche. En uno de los ataques murió un comandante de las Brigadas de Izz ad-Din al-Qassam, Abu Zakaria al-Jamal. En otro ataque murió el comandante del batallón de Ciudad de Gaza, Jamal Mamduch. Israel también bombardeó un instituto, según el ejército utilizado como punto de encuentro y lanzamiento de varios cohetes, así como la torre de control del Aeropuerto Yasir Arafat. También fueron bombardeados depósitos de armas, centros de entrenamientos y casas particulares de líderes de Hamás; la mayoría de los objetivos estaban abandonados. El ataque contra la mezquita de Beit Lahiya dejó entre trece y quince víctimas mortales, y sobre medio centenar de heridos de distinta consideración. Una persona murió en un orfanato del barrio de Ar Rimal, en Ciudad de Gaza, debido a un bombardeo que pretendía, presuntamente, atacar un grupo de milicianos palestinos apostados junto a una mezquita cercana.
Las unidades terrestres del ejército israelí desplegadas en torno a la frontera comenzaron a lanzar fuego de artillería sobre la Franja de Gaza, un preludio definitivo de la operación terrestre, anunciada desde hacía varios días. Según testigos palestinos, los disparos de artillería provocaron una gran explosión en Ciudad de Gaza y una serie de deflagraciones en zonas cercanas a la frontera con Israel. El primer fallecido por la ofensiva terrestre fue un niño del barrio de al-Zeitun de la ciudad de Gaza, que recibió el impacto de un obús disparado desde un carro blindado israelí. Otras once personas resultaron heridas.
Horas antes, el líder de Hamás en el exilio Khaled Meshaal afirmó, sobre la posible ofensiva terrestre: "estamos preparados para el desafío, esta batalla nos ha sido impuesta pero estamos seguros de que conseguiremos la victoria porque nos hemos preparado para ello". Y amenazó a los soldados israelíes diciendo que "si cometéis el acto estúpido de entrar en Gaza, quién sabe, podríamos tener un segundo o un tercer «Shalit»".
Tras el inicio de la ofensiva terrestre, varios carros de combate, junto con otros vehículos militares y unidades de infantería, escoltados por helicópteros Apache entraron en el noreste de la Franja de Gaza, tras lo que se produjo un fuerte intercambio de fuego con militantes de las Brigadas de Izz ad-Din al-Qassam y otros grupos armados palestinos. La general Avital Leibovitch repitió que "el objetivo es destruir la infraestructura terrorista de Hamas en la zona de operaciones". Ha'aretz había afirmado que había al menos 10 000 soldados apostados a lo largo de la frontera y preparados para formar parte de la ofensiva. Previamente al inicio de la ofensiva, el Gobierno israelí había aprobado la movilización de decenas de miles de reservistas. Según la televisión israelí Channel Two, varias decenas de miembros de Hamás habrían muerto tras el inicio de la ofensiva terrestre del ejército israelí.  Un portavoz de Hamás afirmó en declaraciones a la televisión Al Arabiya que "algunos" soldados israelíes habrían caído en los combates con los miembros de la organización islamista.

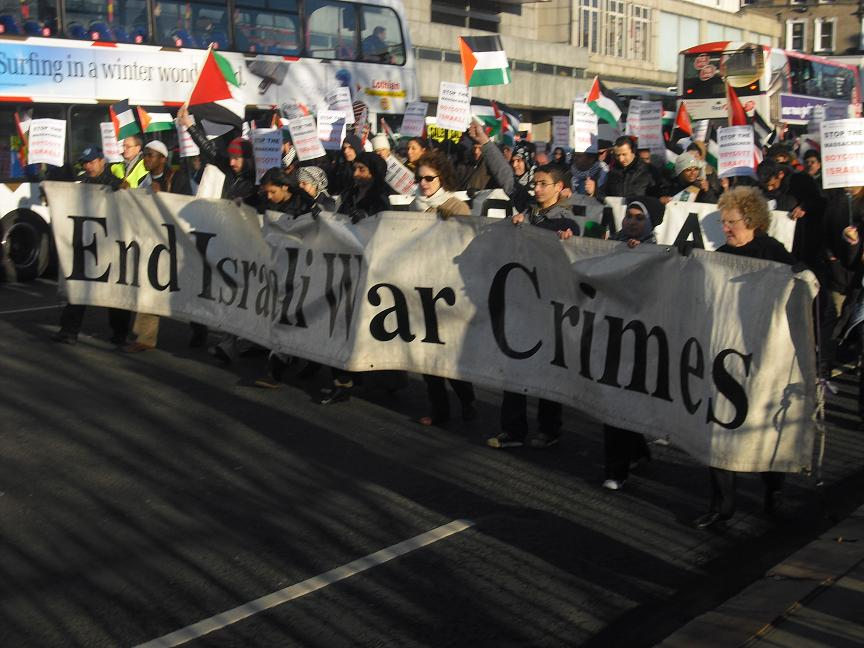
Manifestantes en Edimburgo el 3 de enero tras una pancarta en la que se lee "pongamos fin a los crímenes de guerra israelíes".

El ministro de Defensa israelí, Ehud Barak, anunció en una conferencia de prensa tras el inicio de la invasión terrestre que la campaña "no será ni rápida ni fácil". Barak afirmó: "conozco bien los peligros que conlleva una ofensiva terrestre, y el gran precio que tendremos que pagar", "pero no podemos abandonar a nuestros ciudadanos, a los residentes del sur, que han sido víctimas de los cohetes de Hamás". Antes del inicio de la invasión terrestre, varios cohetes habían caído sobre ciudades israelíes. Uno de ellos impactó un edificio de apartamentos en Ashdod, causando dos heridos leves. Otra mujer resultó herida por la tarde, tras el impacto de otro cohete en Netivot, que causó el colapso posterior del edificio. Al menos nueve cohetes cayeron sobre el Néguev occidental, uno de los cuales impactó directamente en una vivienda en Ascalón. Tras el inicio de la ofensiva, otros cuatro cohetes cayeron en la zona despoblada de Shaar Hanegev, sin producir víctimas. Con ellos, el número de cohetes caídos sobre Israel el octavo día de la ofensiva asciende a treinta y nueve.
El diario israelí Yedioth Aharonoth informó que los carros de combate y la infantería israelí avanzaron en el norte de la Franja de Gaza conforme a lo planeado, sin resistencia generalizada a la incursión. "Desde que entramos allí no se han registrado incidentes extraordinarios y las tropas operan según las líneas preestablecidas", afirmó un portavoz anónimo del ejército israelí.
Según la agencia oficial palestina Wafa, tanto el presidente de la Autoridad Palestina, Mahmud Abbas, como los demás líderes de la Organización para la Liberación de Palestina condenaron firmemente la "ampliación de la criminal agresión"  de Israel sobre Gaza, responsabilizando al gobierno israelí de las "peligrosas consecuencias" de que la agresión persista. Al parecer, Abbas se puso en contacto telefónico con numerosos dirigentes árabes y de la comunidad internacional para poner fin de modo inmediato y sin condiciones a la agresión.
Los países árabes solicitaron la convocatoria de una sesión de urgencia del Consejo de Seguridad de Naciones Unidas para exigir el fin de la ofensiva israelí en la Franja de Gaza.

### Noveno día de la ofensiva: 4 de enero

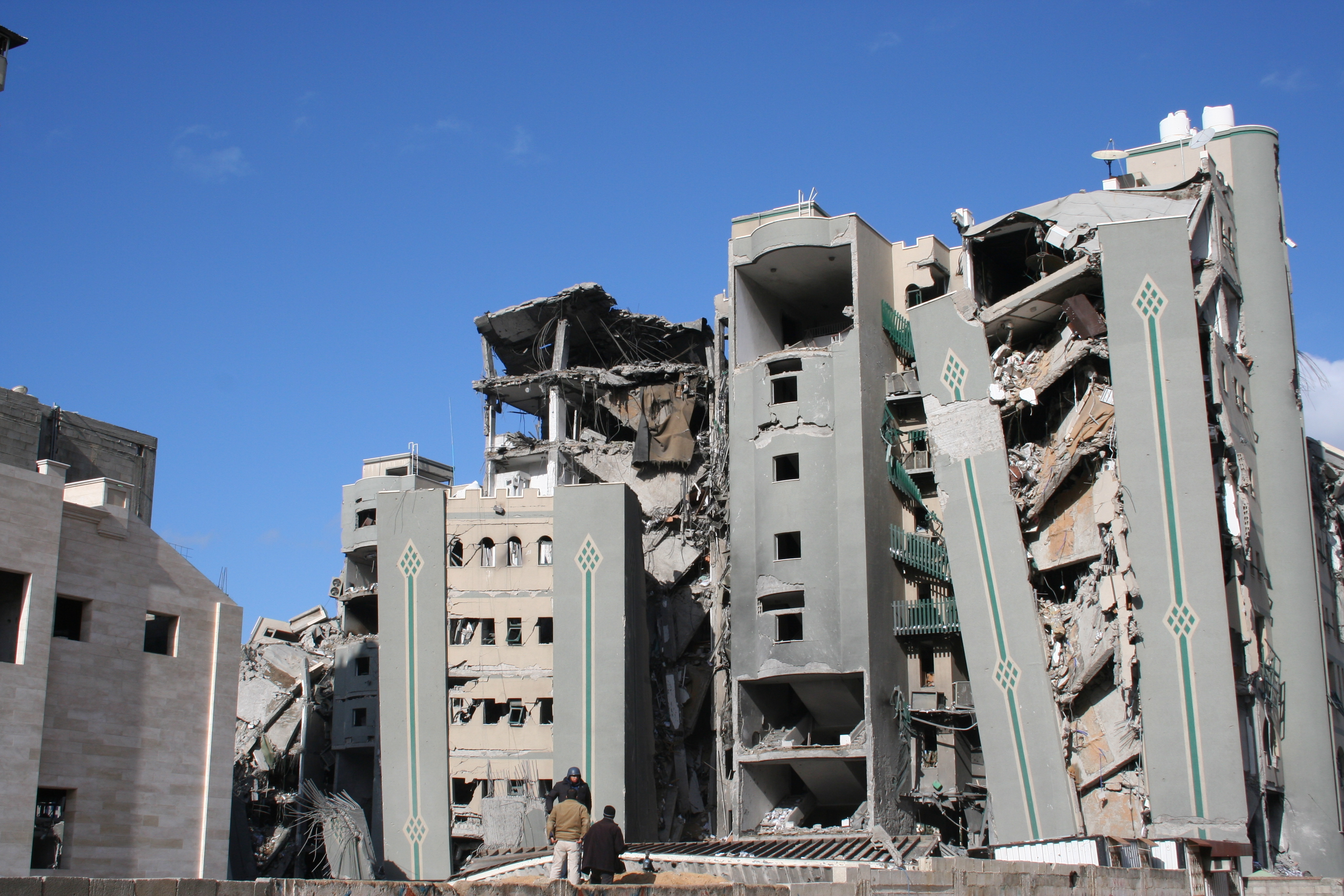
El edificio del gobierno de la Franja de Gaza tras ser bombardeado.

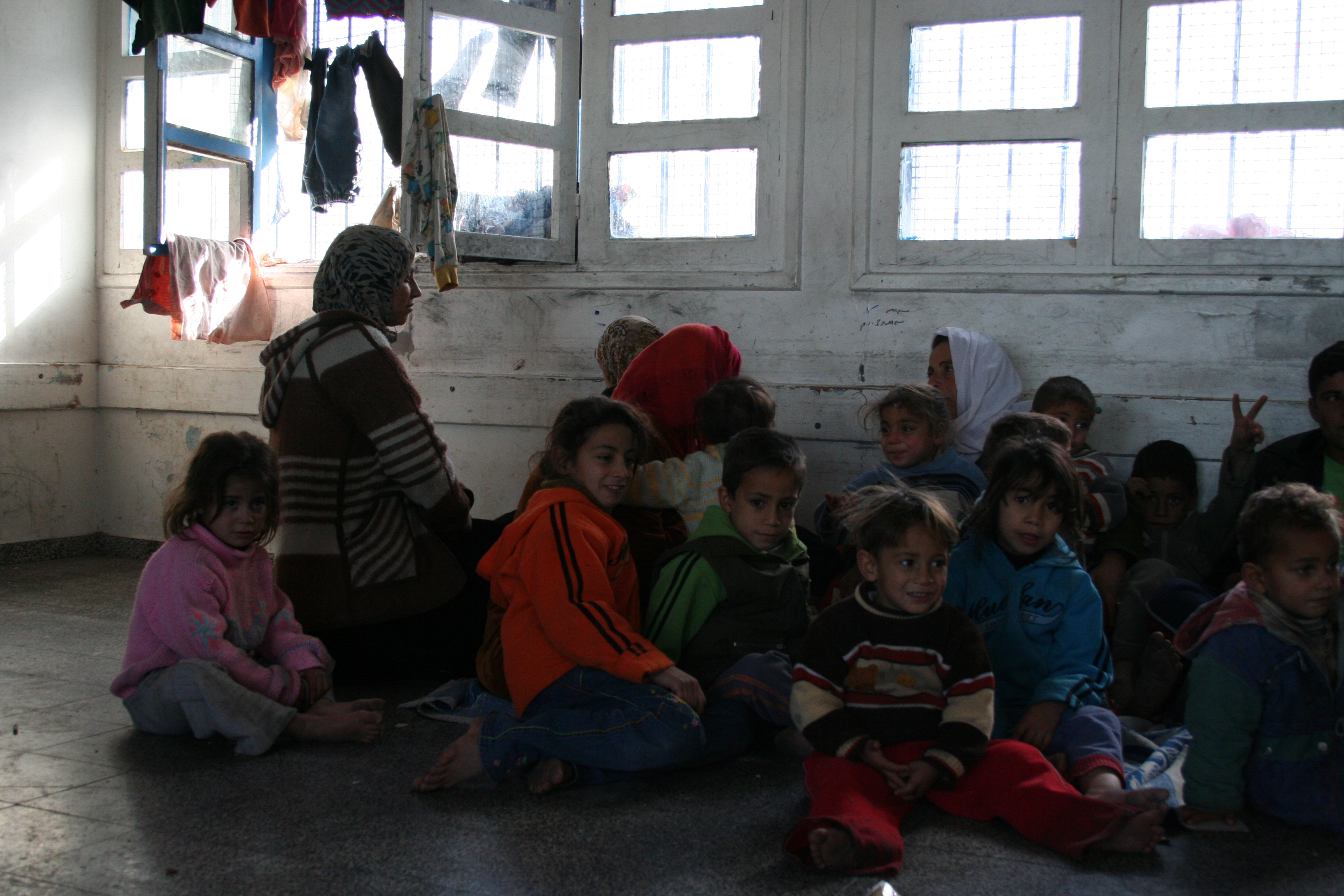
6 de enero: mujeres y niños gazatíes refugiados en una escuela de la ONU.

El ejército israelí avanza en su ofensiva por el interior de la Franja de Gaza, con más de diez mil efectivos. Según testigos palestinos, milicianos de Hamás y soldados del ejército israelí comenzaron el intercambio de fuego en las afueras de la Ciudad de Gaza. Posteriormente unidades del ejército israelí llegaban a la costa de la Franja, partiendo en dos el territorio y rodeando la principal ciudad, Gaza. La ofensiva terrestre dejaría hasta el momento unos treinta y cinco milicianos palestinos muertos, producidos principalmente durante el fuego de artillería israelí previo al comienzo de la ofensiva terrestre, así como un soldado israelí muerto y treinta heridos, uno de ellos grave. El soldado fallecido y el herido grave fueron atacados en el campo de refugiados de Jabalia.
Hamás aseguró haber capturado a dos soldados israelíes y matado a otros nueve. Al Jazeera informó sobre el secuestro de un soldado israelí, aunque el ejército israelí afirmó que "no tiene constancia del secuestro de ningún soldado". Posteriormente, un informe aseguraba que las Brigadas de Izz ad-Din al-Qassam habían acabado con la vida de cinco soldados israelíes y herido a otros treinta, tras detonar explosivos antipersona cerca del paso de Beit Hanun. No obstante, hasta el momento no existe confirmación ni desmentido al respecto del ejército israelí. En Cisjordania un palestino fue abatido por soldados israelíes en una manifestación pacífica contra el bombardeo a Gaza.
Los médicos palestinos afirmaron que los obuses que Israel disparó sobre el centro de la Ciudad de Gaza impactaron sobre el área de compras de la ciudad, dejando cinco civiles muertos y docenas de heridos. En Beit Lahiya, el impacto de un obús lanzado por un carro de combate israelí causó al menos doce muertos; de ellos, al menos dos eran milicianos. Entre las víctimas civiles se encontraba una mujer y sus cuatro hijos. Los bombardeos israelíes provocaron la muerte de tres destacados miembros de las Brigadas de Izz ad-Din al-Qassam, responsables del lanzamiento de cohetes de largo alcance sobre territorio israelí. En total fueron bombardeados unos sesenta objetivos relacionados con Hamás a lo largo del día, con un saldo de 37 muertos, incluyendo milicianos y civiles.
El 9 de enero se dio a conocer en un informe un grave incidente ocurrido este día y aún sin clarificar. Según varios testigos, miembros del ejército israelí evacuaron a 110 palestinos a un inmueble en el barrio gazatí de Zeitun y les advirtieron de que permanecieran dentro de él por su seguridad. Veinticuatro horas más tarde, el inmueble era bombardeado con obuses, muriendo unas treinta de las personas que en él se alojaban, según la Oficina de Naciones Unidas para la Coordinación de Asuntos Humanitarios. Avital Leibovich, comandante del ejército israelí, afirmó que desconocía el incidente y si dicho inmueble fue bombardeado, aunque dijo que el ejército israelí no solía advertir a la gente a ir a otros edificios. "Es algo que nosotros no hacemos", afirmó.
Allegra Pacheco, responsable de Naciones Unidas en Jerusalén, agregó que no se estaba acusando al ejército israelí de premeditación en la acción. "Tan sólo estamos enunciando los hechos. En Gaza, ningún civil está a salvo." El alto comisionado de Naciones Unidas para los derechos humanos Navi Pillay declaró que dicho informe sería la base para una investigación sobre posibles "crímenes de guerra".
Tras el inicio de la invasión terrestre, docenas de cohetes cayeron sobre territorio israelí. Según Ha'aretz, dos cohetes cayeron sobre la región de Eshkol, con el resultado de dos heridos leves. Cinco cohetes impactaron en Sderot, causando un herido leve, y un Grad cayó sobre Asdod sin causar víctimas. Un comandante de las Brigadas de Izz ad-Din al-Qassam afirmó que estaban tratando de evitar que el ejército israelí descubriera los lugares desde los que lanzaban los cohetes. Según afirmó: "seguimos con normalidad con nuestra misión y no nos hemos visto afectados por estos ataques porque hemos adoptado precauciones para tal contingencia, pero también para una operación más larga. Tenemos capacidad para seguir operando de este modo durante mucho tiempo".
La embajada israelí en España hizo público un comunicado en el que declaró que "Israel no tiene la intención de ocupar la Franja de Gaza. Israel se retiró en 2005 con la intención de no volver y con la esperanza de que dicha retirada sirviera como gesto de buena voluntad que llevara a ambas partes al entendimiento y a la paz". Afirmó que el objetivo de la ofensiva terrestre es detener los "constantes ataques masivos e indiscriminados" contra la población del sur de Israel; pues "a pesar de los continuos llamamientos de la comunidad internacional al cese de la violencia, los ataques de las milicias afines a Hamás sobre las comunidades del sur de Israel no han cesado. Por eso el Ejército se vio obligado a entrar en Gaza siempre con el objetivo de poner fin al lanzamiento de misiles". Para terminar, la embajada israelí lamentó "las víctimas civiles en este conflicto y deseamos que se mantengan al margen en esta guerra cuyo único enemigo es Hamás", expresando su intención de "no permitirá ninguna crisis humanitaria en Gaza", pues "durante todos estos días se ha mantenido abierto el flujo de ayuda médica, alimenticia y energética, generada en su mayor parte en Israel".
Yasir Abed Rabbo, secretario del Comité Ejecutivo de la Organización para la Liberación de Palestina, convocó una reunión urgente de las facciones políticas palestinas, para abordar la situación en la Franja tras la invasión israelí. Hamás y Yihad Islámica también participarían, aunque ninguna pertenece a la OLP. Abed Rabbo insistió en que el ataque es a toda la Franja de Gaza, y no sólo a Hamás. También confirmó el viaje a Nueva York del presidente palestino, Mahmud Abbas, en un intento de desbloquear la situación en la ONU, después de que Estados Unidos se opusiera a la aprobación de una resolución que inste al fin de la violencia. También Marwan Barghuti, dirigente de Fatah encarcelado en una prisión israelí, hizo público un comunicado, en el que hacía un llamamiento a palestinos, árabes y musulmanes a comprometerse "ante la invasión israelí que ataca a todos los palestinos". Barghuti instaba a las facciones palestinas rivales a abrir un diálogo a partir del Documento de Unidad Nacional, conocido también como Documento de los Presos, un documento elaborado por dirigentes presos, tanto de Fatah como de Hamás, donde se demanda el retorno a una unidad política palestina.
El Presidente Nicolas Sarkozy afirmó que organizará una gira para buscar paz en Oriente Medio, junto con la presidencia checa de la Unión Europea. Sarkozy se declaró «amigo»  de Israel, al tiempo que afirmó su intención de lograr el fin de la invasión terrestre de la Franja de Gaza.
Por otra parte, la reunión de urgencia del Consejo de Seguridad de Naciones Unidas, convocada a instancia de los países árabes, terminó sin lograr una declaración conjunta que pidiese el cese de hostilidades.

### Décimo día de la ofensiva: 5 de enero

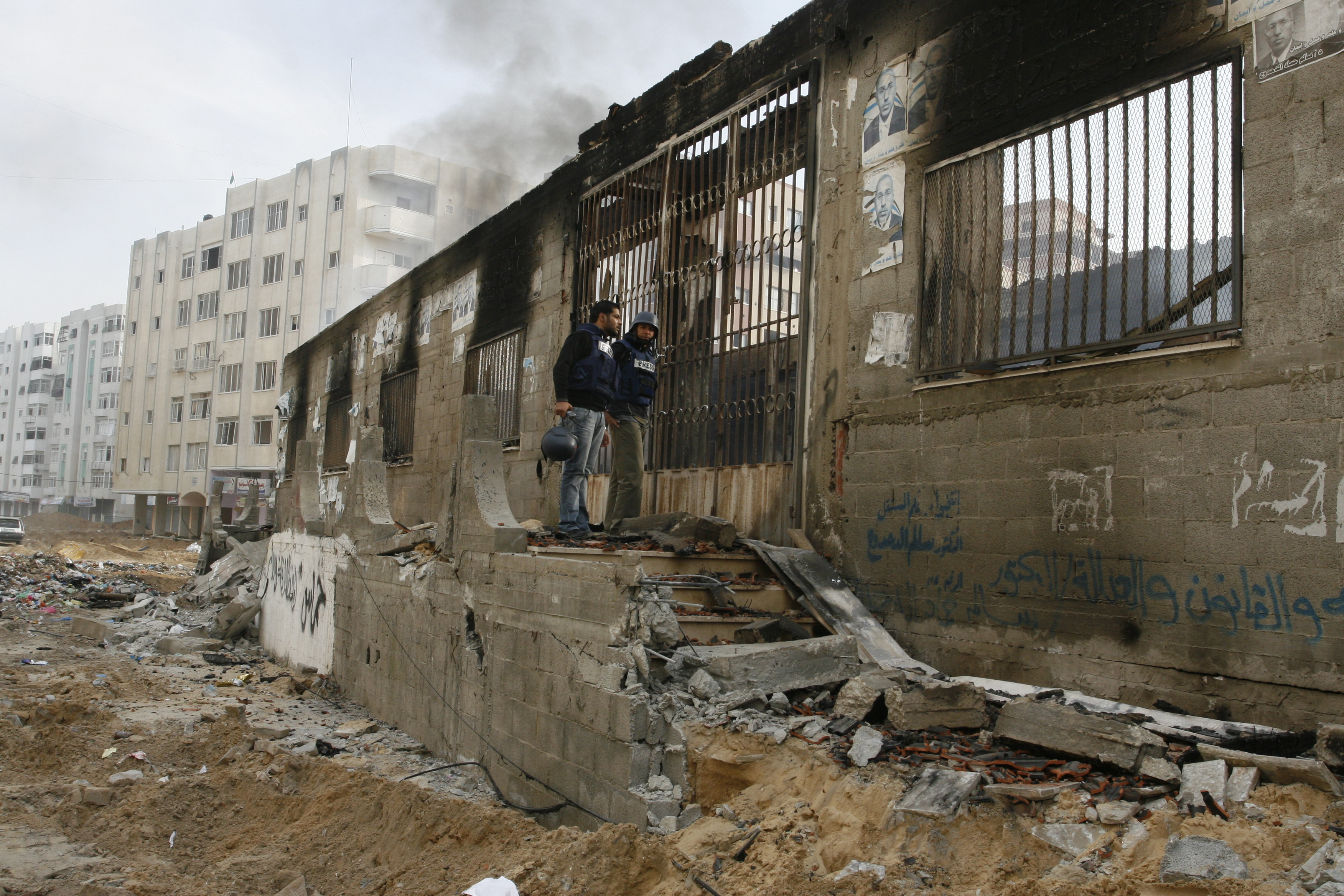
Un almacén de productos sanitarios de la Media Luna Palestina tras ser incendiado por el ejército israelí.

La Fuerza Aérea Israelí bombardeó unos treinta objetivos durante la noche. Entre ellos se encontraban decenas de los túneles subterráneos entre la Franja de Gaza y Egipto, que han sido bombardeados con frecuencia por parte del ejército israelí durante toda la operación. También fueron bombardeados una mezquita y un búnker subterráneo en el que, según el ejército israelí, se almacenaban armas. Se desconoce si estos bombardeos produjeron víctimas. Un ataque aéreo israelí contra dos ambulancias en Gaza acabó con la vida de cuatro paramédicos que trasladaban a los heridos de la ofensiva israelí; The Times informó que Israel estaba utilizando el controvertido fósforo blanco contra objetivos civiles en el transcurso de su operación militar, lo que no fue confirmado ni desmentido por miembros del ejército israelí. Un obús lanzado desde un barco de guerra provocó la muerte a un matrimonio y a sus cinco hijos al norte del campo de refugiados de Ash Shati, mientras que un proyectil lanzado desde un carro de combate en el barrio de Zaytun cayó sobre la casa de otra familia, resultando muertos seis civiles, entre ellos tres niños, según fuentes médicas de Gaza. En total murieron al menos a 24 civiles en la Franja de Gaza, como consecuencia de la artillería israelí, 13 de ellos niños.
La ofensiva terrestre entró el 5 de enero en una nueva fase, denominada "Arrancar de raíz", en la que el ejército israelí realiza una búsqueda casa por casa para destruir la "infraestructura terrorista" de Hamás. En los campos de refugiados de Beit Lahiya y Beit Hanoun, al norte de la Franja, se produjeron fuertes enfrentamientos entre soldados israelíes y milicianos palestinos. Un oficial del ejército israelí y cinco soldados resultaron heridos en los combates en la ciudad de Gaza el lunes por la mañana. Tres soldados israelíes murieron y 24 resultaron heridos en el fuego amigo en el campo de refugiados de Jabalia, tras el impacto de un obús lanzado desde un carro de combate propio sobre la zona en la que se encontraban operando. Un oficial israelí murió en otro incidente producido por el fuego amigo en los alrededores de Beit Hanun. Según la cadena de televisión israelí Channel Two, el número de milicianos palestinos muertos desde el inicio de la ofensiva terrestre israelí alcanzaría los 100.
Los lanzamientos de cohetes contra territorio israelí continuaron. Unos treinta cohetes impactaron contra distintos puntos de la geografía del sur israelí. Uno de ellos cayó sobre una guardería de Asdod, que se encontraba vacía en el momento del ataque. Al menos cuatro más cayeron sobre el área de Ascalón, otros dos en Beerseba y otros tres en Sederot. Posteriormente dos personas resultaron heridas tras el impacto de un obús de mortero en el pueblo de Sha'ar Hanegev. En un mensaje difundido por Al Aqsa TV, el líder de Hamás Mahmud Zahhar afirmó que los cohetes palestinos han "tirado por tierra" la pretensión de Israel de que su territorio está seguro, y aseguró que la resistencia palestina y el pueblo de Gaza son un "frente unido".
Las tropas israelíes rodearon Ciudad de Gaza, apoyadas por carros de combate, excavadoras y helicópteros, y dividieron la Franja en dos. Ehud Barak, ministro de Defensa israelí, declaró que la capital está "parcialmente sitiada".
Por otro lado, la misión diplomática de la Unión Europea encabezada por Nicolas Sarkozy, Javier Solana y la Presidencia Checa de la Unión Europea no consiguió lograr un compromiso de las partes para alcanzar un alto el fuego. Sarkozy pidió a Siria que convenciera a Hamás para que aceptase un acuerdo, mientras que el primer ministro israelí Ehud Ólmert dijo que "no habrá un alto el fuego en la ofensiva sobre Gaza" mientras no se garantice que Hamás no podrá seguir amenazando la seguridad israelí con el lanzamiento de cohetes sobre su territorio.

### Undécimo día de la ofensiva: 6 de enero
Tras el inicio de la operación "Arrancar de raíz" del ejército israelí, miles de palestinos de Gaza abandonaron sus casas para refugiarse en colegios regentados por la UNRWA (dependiente de la ONU). Al menos dos de los ataques del ejército israelí tuvieron como objetivo estas escuelas dependientes de la ONU, en las que se encontraban centenares de civiles. En las inmediaciones de la escuela de Al-Fakhoura, en la localidad de Jabalia, fallecieron cuarenta y tres personas y varias decenas resultaron heridas tras los ataques de artillería de carros de combate israelíes. Un portavoz del ejército hebreo afirmó que desde el interior de la escuela se dispararon proyectiles de mortero contra posiciones del ejército antes del ataque contra la escuela, aunque no se mostró evidencia de ello. Antes de producirse este ataque, un misil israelí impactó sobre la escuela de Asma de la UNRWA en el campo de refugiados de Shati, cerca de la ciudad de Gaza. En ella se cobijaban unos 450 refugiados; tres miembros de la misma familia resultaron muertos y cuatro más heridos. Según el portavoz de la UNRWA, Christopher Gunnes, la ubicación exacta de la escuela había sido facilitada con anterioridad al Ejército israelí.

"La escuela de Asma estaba claramente identificada como edificio de Naciones Unidas", "Es una clara violación humanitaria y de la legislación internacional"

El ejército israelí anunció que abriría una investigación para aclarar los ataques. Anteriormente habían muerto otros dos palestinos tras los bombardeos sobre el mismo campo de refugiados de Shati, y los doce miembros de una familia, entre ellos siete niños, murieron en el sur de Ciudad de Gaza tras la explosión de un misil israelí. Tras haber completado el sitio a Ciudad de Gaza, situada en el norte de la Franja, los carros de combate israelíes continuaron la invasión por el centro y el sur de la Franja. Estrecharon en el cerco en torno a las ciudades de Jan Yunis y Deir al-Balah, aunque todavía se encuentran a varios kilómetros de los núcleos urbanos, según testigos. Un soldado israelí del cuerpo de ingenieros murió y otros cuatro resultaron heridos en el norte de la Franja debido a un ataque de milicianos palestinos mientras se encontraban patrullando.
Los grupos armados palestinos sufrieron un gran número de bajas los días anteriores en enfrentamientos directos a campo abierto con el ejército israelí. Por ello, optaron por cambiar de estrategia a la guerra de guerrillas en las zonas urbanas de la Franja de Gaza. Abu Obaida, portavoz de las Brigadas de Izz ad-Din al-Qassam, refiriéndose a los soldados israelíes amenazó: "Os esperaremos en cada calle y en cada casa con fuego y hierro". Según Jerusalem Post, los miembros de Hamás habrían abierto un hospital exclusivo para sus milicianos en el que retendrían una "parte significativa" de las medicinas destinada a la Franja, lo que acrecentaría la carencia de medicamentos que sufren la práctica totalidad de los hospitales de Gaza.
John Ging, alto funcionario de Naciones Unidas en Gaza, dijo que un millón de palestinos están sin electricidad y 700.000 sin agua: "No hay lugar seguro en Gaza. Todo el mundo está aterrorizado y traumatizado".
Al menos una treintena de cohetes cayeron sobre territorio israelí, sin causar víctimas mortales hasta el momento. Un Grad impactó en una zona residencial de Gedera, a 30 kilómetros de Tel Aviv, causando heridas leves a un bebé de tres meses a consecuencia de los cristales rotos por el cohete. Otros proyectiles cayeron sobre los pueblos de Netivot, Ofakim, y Sederot, dejando varios heridos en esta última localidad.

### Duodécimo día de la ofensiva: 7 de enero
Alrededor de la medianoche entre el 6 y el 7 de enero, el presidente egipcio Hosni Mubarak presentó un plan para un alto el fuego entre las partes. Tras la intensificación de los esfuerzos diplomáticos por parte de la Unión Europea y Egipto, y de que dicho plan fuese apoyado por Naciones Unidas, la Unión Europea, Líbano, Siria, Estados Unidos y el presidente de la Autoridad Nacional Palestina Mahmud Abbas, fuentes israelíes afirmaron que "hay un acuerdo sobre los principios pero todavía hay que trasladarlos a la práctica". El plan presentado por Mubarak tiene como objetivo lograr un alto el fuego que permita el inicio de conversaciones multilaterales, para llegar a acuerdos en el futuro que permitan lograr un fin de las hostilidades duradero. Entre los objetivos fundamentales para dichas conversaciones se encontrarían garantizar la seguridad en el sur de Israel, el fin del bloqueo sobre la Franja de Gaza, la protección de las fronteras y la reapertura de los pasos fronterizos. Hamás afirmó que el plan de Mubarak "está aún en discusión", pues quieren que el alto el fuego incluya el final del bloqueo israelí a la Franja.
Estados Unidos incrementó la presión sobre Israel para que acepte el plan egipcio. "Nosotros apoyamos la iniciativa Mabarak (...) y estamos diciendo (a los israelíes) que es un esfuerzo sobre el que merece la pena trabajar". No obstante, "algunas de las cuestiones específicas sobre un alto el fuego inmediato no concuerdan con lo que nosotros estamos planteando" según indicó un responsable estadounidense.
El Gobierno Israelí también informó de que a partir del 7 de enero detendría cada día sus ataques entre las 11:00 y las 14:00 GMT para permitir el acceso de ayuda humanitaria a la población palestina. Hamás anunció horas después que detendría el lanzamiento de cohetes contra Israel en el mismo intervalo de tiempo. Los palestinos aprovecharon dicho período para hacer acopio de productos básicos y visitar a familiares.
Una vez pasado dicho alto el fuego los combates se reanudaron, y al menos doce palestinos murieron en los diferentes ataques israelíes producidos tras el alto el fuego temporal. Por su parte, las Brigadas Izz-al-din al-Qassam reanudaron sus ataques contra territorio israelí, y al menos quince cohetes cayeron sobre Israel. Dos de ellos llegaron hasta las inmediaciones de Beerseba, sin causar víctimas.

### Decimotercer día de la ofensiva: 8 de enero
Tras el lanzamiento de proyectiles de artillería Katyusha desde el sudeste de Líbano que causaron cinco heridos en Galilea, al norte de Israel, el ejército israelí respondió con unos cinco misiles contra diversos objetivos en el sur de Líbano. Medios israelíes informaron de un segundo ataque, aunque el ejército israelí ha comentado que fue "aparentemente provocado por la rotura de la barrera del sonido" de la propia aviación israelí, versión confirmada por el ejército libanés. El líder supremo de Hezbolá, jeque Hassan Nasrallah, había advertido a Israel contra una acción militar en Líbano. Sin embargo, fuentes del ejército israelí señalaron que el ataque no lleva el sello de Hezbolá, y acusaron a milicias palestinas.
El presidente de la ANP, Mahmud Abbas, de visita diplomática en Madrid, respondió ante la posibilidad de que grupos palestinos fueran los responsables del ataque desde Líbano que ningún grupo palestino lo ha reivindicado y que "todos lo condenan". Abbas y José Luis Rodríguez Zapatero expresaron su confianza en que el incidente sea "un hecho aislado" y la situación no se vea más deteriorada.
El comandante de las fuerzas de paz de la ONU en Líbano (FINUL) ha pedido la máxima contención tras el ataque desde Líbano, informando que están dando los pasos para identificar a los perpetradores y que tanto la FINUL como el ejército libanés han desplegado tropas adicionales.
El primer ministro israelí Ehud Olmert afirmó que la ofensiva continuará hasta que mejore lo suficiente la situación en las comunidades israelíes del sur, así como que las decisiones políticas al respecto dependen de la habilidad del ejército para asegurar dicha calma. "Aún no estamos en ese punto y no se le ha pedido a las Fuerzas Armadas que hagan lo que puedan para conseguirlo", explicó Olmert durante una visita a las tropas destinadas en la Franja de Gaza acompañado del ministro de Defensa, Ehud Barak. Barak indicó que "dos años de esfuerzos intensivos que incluyen entrenamiento, adquisición de suministros, renovación de equipamiento y poner al día a los comandantes en los asuntos adecuados han dado sus frutos" y que se sentía "muy satisfecho" con el nivel de entrenamiento y preparación de las tropas israelíes: "están preparados para la misión que les espera en la Franja".
Durante un enfrentamiento con milicianos de Hamás un soldado israelí murió y otro resultó herido leve al ser alcanzados por un misil antitanque mientras llevaban a cabo registros cerca del paso de Kissufim, en la zona central de la Franja de Gaza. Otros dos soldados israelíes morirían en diferentes combates contra milicianos palestinos en el norte de la Franja de Gaza.
Durante una manifestación en el campo de refugiados de Al Fawar en la que se produjeron enfrentamientos entre jóvenes palestinos y soldados israelíes, un niño palestino de doce años de edad fue disparado en el estómago. Falleció tras ser trasladado al hospital de Hebrón, donde ingresó "gravemente herido".
Dos conductores palestinos de un convoy de la Agencia de la ONU para los Refugiados Palestinos en Oriente Próximo (UNRWA) fallecieron al ser alcanzados por fuego israelí, mientras el convoy se dirigía al paso de Erez. El ejército israelí había sido avisado previamente de la presencia del convoy. Tras el incidente, fueron suspendidos los convoyes hacia Erez y Kerem Shalom, y el portavoz en Gaza de la UNRWA anunció la suspensión de todas sus operaciones en la Franja de Gaza "debido a las acciones crecientemente hostiles contra sus instalaciones y personal", sin precisar el tiempo que durará la suspensión. Y añadió, "Esto pone de manifiesto la inseguridad fundamental dentro de Gaza en un momento en el que estamos intentando abordar las serias necesidades humanitarias de la población aquí".
Una veintena de cohetes cayeron sobre territorio israelí el decimotercer día de conflicto, disminuyendo su número respecto a días precedentes. Uno de ellos hirió a siete soldados, uno de ellos grave, en un ataque con mortero contra el Néguev occidental. Justo antes de este ataque, un cohete impactaba contra un polideportivo próximo a un colegio en Ascalón, sin provocar heridos. Otro cohetes cayeron sobre zonas abiertas cerca de Beerseba y Ascalón.

### Decimocuarto día de la ofensiva: 9 de enero
El Consejo de Seguridad de Naciones Unidas aprobó la Resolución 1860, en la que exigía un alto el fuego "inmediato y duradero" entre las partes en conflicto, así como la "provisión y distribución a través de toda la Franja de Gaza de asistencia humanitaria, incluyendo comida, combustible y tratamiento médico". Ninguna de las dos partes del conflicto aceptó dicha resolución.
- El Gobierno israelí, en boca de su ministra de exteriores Tzipi Livni, afirmó no aceptar el llamamiento al alto el fuego de la resolución pues "ejército seguirá actuando para alcanzar los objetivos de la operación -un cambio en la situación de seguridad del sur del país". Ehud Ólmert afirmó al respecto: "Israel nunca ha permitido que una fuente externa determine el derecho de defender a sus ciudadanos. El ejército seguirá actuando para defender a los ciudadanos de Israel y llevar a cabo las misiones previstas para cumplir los objetivos de la operación".[131]
- Hamás por su parte afirmó no sentirse "aludido" por la resolución, pues según la organización islamista, esta no exige la retirada inmediata del ejército israelí.[132] Osama Hamdan, representante de la organización islamista en Líbano, afirmó que la resolución es fundamentalmente un reflejo del fracaso de Israel en su ofensiva: "este fracaso es lo que provocó la resolución, pero hacemos hincapié en que nadie nos ha consultado. Esta resolución no tiene en cuenta el interés palestino, y no se ocupa de levantar el bloqueo o la apertura de los cruces fronterizos".[131]

Al menos veintiún palestinos murieron como consecuencia de los ataques del ejército israelí. Seis miembros de una familia murieron tras el impacto de un misil contra su casa en la localidad de Beit Lahiya. En Al Zawaydah, en el centro de la Franja de Gaza, tres personas murieron y siete resultaron heridas tras los bombardeos de la Armada israelí. Nueve palestinos más murieron en la zona central de la Franja en combates contra los tanques israelíes. Entre ellos se encontraría Yihad Abu Mudif, miembro del brazo armado de la Yihad Islámica, las Brigadas de Al Quds, caído en las proximidades de Jan Yunis.
Los aviones israelíes demolieron diez edificios en la Ciudad de Gaza, todos ellos relacionados con Hamás o la Yihad Islámica. Entre estos se encontraban una comisaría en Zaytun, una mezquita en Jan Yunis y los domicilios particulares del jefe de la Policía de Ciudad de Gaza y del presidente de la seguridad palestina.
Al menos unos treinta cohetes cayeron sobre el territorio israelí. Siete de ellos, del tipo Grad, cayeron en zonas abiertas cerca de Beerseba; otros dos impactaron cerca de Ascalón, otro más cayó cerca de Asdod y otros cinco en Sederot. Como resultado de estos impactos, una persona resultó herida leve.
Por otro lado, el Gobierno Libanés anunció haber detenido a los miembros de una célula palestina en el Líbano, que podrían ser los causantes del lanzamiento de cohetes contra el norte de Israel el día anterior.

### Decimoquinto día de la ofensiva: 10 de enero
Hamás reclamó haber alcanzado con un cohete la base de la Fuerza Aérea Israelí de Tel Nof, a 27 kilómetros de Tel Aviv, lo que sería el punto más lejano alcanzado por un cohete lanzado desde Gaza hasta el momento. No hay por el momento confirmación ni desmentido por parte del ejército israelí.
El ejército israelí afirmó haber matado a quince miembros de Hamás tras cuarenta ataques aéreos sobre puntos de lanzamiento de cohetes, túneles y fábricas de armas. También fue bombardeado un complejo de seguridad abandonado de Hamás en Jan Yunis, un mercado en Beit Lahiya y varios edificios en Ciudad de Gaza. Tropas terrestres del ejército israelí se aproximaron a unos dos kilómetros del campo de refugiados de Shati, al sur de la Ciudad de Gaza. En la capital, dentro de la guerra psicológica, aviones israelíes lanzaron panfletos en los que anunciaban a la población palestina una nueva "escalada" en su ofensiva, a modo de "advertencia general".
Cinco soldados israelíes fueron heridos en combate en la madrugada del 9 al 10 de enero, de acuerdo a la radio del ejército israelí. Un obús lanzado por un tanque israelí en la ciudad de Jabalia, provocó la muerte de ocho personas, que según los paramédicos desplazados al lugar eran todos civiles y miembros de la misma familia.
Una decena de cohetes lanzados por milicianos palestinos han caído sobre territorio israelí hasta el momento. Cuatro de ellos impactaron sobre Ascalón, dejando catorce personas heridas. Uno de ellos impactó directamente sobre un edificio de tres plantas, mientras que otro cayó cerca de una zona residencial.

### Decimosexto día de la ofensiva: 11 de enero
Los bombardeos de los aviones israelíes se concentraron en el sur y en el norte de la Franja de Gaza, así como en las localidades norteñas de Beit Lahiya y Jabaliya. Según el ejército israelí, los objetivos bombardeados, unos sesenta fueron almacenes de armas, túneles bajo la frontera con Egipto y mezquitas. Israel bombardeó la casa particular de Ahmed Jabari, comandante en jefe de las Brigadas Izz-al-din al-Qassam, situada en el norte de la Franja de Gaza, en el barrio de Sajaiyeh. Se desconoce si había alguna persona en el edificio, aunque todo parece indicar que Jabari no se encontraba dentro.
Las tropas terrestres israelíes desplegadas en torno a la Ciudad de Gaza comenzaron a avanzar en su interior, encontrando una gran resistencia. Por primera vez desde el inicio de la ofensiva, varias unidades de reservistas israelíes se desplegaron en el interior de la Franja de Gaza, tomando parte en los combates. Unos 24 palestinos habrían muerto como consecuencia de los combates con soldados israelíes en las calles de Gaza, según médicos palestinos, incluyendo civiles y milicianos. Según fuentes provenientes también de médicos palestinos, el fuego de artillería israelí sobre dos pueblos del sur de la Franja de Gaza habría incendiado quince casas, matando a una persona e hiriendo a otras cincuenta, que fueron tratadas por quemaduras e inhalación de gases.
Dos docenas de cohetes lanzados desde la Franja de Gaza impactaron en territorio israelí. Uno de ellos impactó en la casa del alcalde de Sederot, otro lo hizo entre dos escuelas en Asdod, y otros dos cayeron sobre Beerseba, uno de ellos impactando directamente un coche. Hasta el momento no se han producido víctimas ni heridos como consecuencia de dichos impactos.
El primer ministro israelí Ehud Ólmert afirmó que las Fuerzas de Defensa Israelíes habían alcanzado "casi todos los objetivos" que se plantearon cuando comenzó la ofensiva, aunque pidió "paciencia, determinación y coraje para conseguir tales fines que desembocarán en un cambio de la realidad de la seguridad en el sur (de Israel)".

### Decimoséptimo día de la ofensiva: 12 de enero
El Consejo de Derechos Humanos de las Naciones Unidas, por 33 votos a favor, 13 abstenciones y un voto en contra, aprobó una declaración en la que condenaba "duramente" la [Defensiva y ofensiva|[ofensiva]] que lleva a cabo Israel en la Franja de Gaza "que ha resultado en violaciones masivas de los derechos humanos del pueblo palestino y en la destrucción sistemática de las infraestructuras". También se aprobó un documento redactado por los países árabes, asiáticos y africanos en el que se pedía el envío urgente de una misión internacional para investigar las posibles "violaciones de las leyes sobre derechos humanos y sobre derecho humanitario por parte del poder ocupante, Israel". El embajador de Israel Aharon Leshno-Yaar defendió la operación y acusó a Hamás de utilizar a la población palestina como "escudos humanos".
Al-Aqsa TV, televisión vinculada a Hamás, mostró una declaración del primer ministro de Hamás en Gaza Ismail Haniye en la que afirmaba que Hamás seguirá luchando a pesar de la ofensiva de Israel ("Gaza no se romperá, nuestra victoria sobre los sionistas está cerca", declaró), aunque también añadió que su organización estaba cooperando en los esfuerzos por alcanzar un alto el fuego con Israel.
Cuatro paracaidistas israelíes fueron heridos en un incidente en el norte de la Franja de Gaza aún no aclarado. Tres de ellos resultaron heridos leves y otro de ellos fue gravemente herido, al parecer a causa del fuego amigo por parte del mismo ejército israelí.

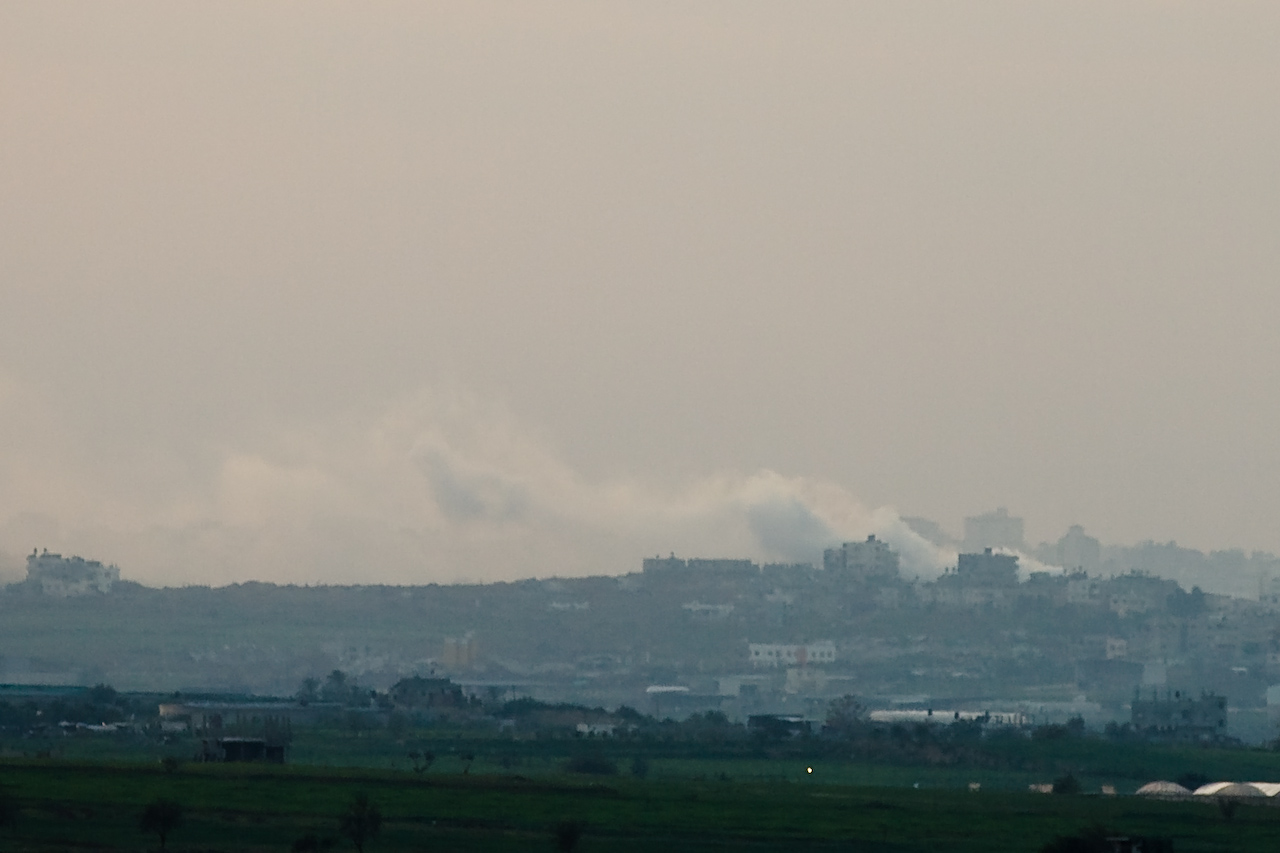
Columnas de humo provocadas por los bombardeos israelíes sobre la ciudad de Gaza.

Durante el día el ejército de Israel, junto con un número indeterminado de reservistas desplegados en el terreno, continuó avanzando por el este y el sur hacia el centro de Ciudad de Gaza, encontrando una fuerte resistencia de los milicianos palestinos. Al menos 9 palestinos murieron, cinco de los cuales, según funcionarios palestinos, eran civiles. Israel también continuó bombardeando los túneles entre Egipto y Gaza, causando heridas en cuatro egipcios, dos policías y dos niños, que se encontraban cerca de la frontera.
Se lanzaron dos decenas de cohetes desde la Franja de Gaza hacia territorio israelí. Uno de ellos impactó directamente sobre una casa en Ascalón; sus habitantes habían evacuado la vivienda previamente y habían acudido al refugio antimisiles, por lo que no se produjeron víctimas ni heridos. El ejército israelí manifestó que la capacidad de Hamás de lanzar cohetes había disminuido de forma"drástica" desde el inicio de la ofensiva: en los últimos días estarían cayendo sobre Israel aproximadamente la mitad de los cohetes que lo hacían el día 27, primer día del conflicto.
El ministro de exteriores español Miguel Ángel Moratinos comenzó una gira por Egipto, Siria, Territorios Palestinos e Israel, con el objetivo de lograr un acercamiento entre las partes para alcanzar un alto el fuego bilateral.

### Decimoctavo día de la ofensiva: 13 de enero
La Fuerza Aérea Israelí bombardeó unos sesenta objetivos, entre los cuales se encontraban unos treinta túneles bajo la frontera Egipto-Franja de Gaza. Al menos veintiún palestinos murieron en los enfrentamientos entre milicianos y tropas israelíes. De ellos, dieciocho serían milicianos y tres civiles, según oficiales médicos palestinos. El ejército israelí afirmó haber matado a unos treinta milicianos palestinos a lo largo de la noche en la Franja de Gaza. Testigos sobre el terreno informaron de que las tropas israelíes junto con carros de combate avanzaron hacia barrios periféricos densamente poblados de Ciudad de Gaza.
Un soldado israelí resultó herido crítico y otros dos fueron heridos con carácter leve tras una explosión producida por una bomba trampa en una casa de Ciudad de Gaza. Dos palestinos murieron en dos incidentes ocurridos en Cisjordania. En el puesto de control de Tarkumiyah, al sur de Cisjordania, un palestino murió a consecuencia de los disparos producidos por un miembro de las fuerzas de seguridad israelíes. Según éste, el fallecido trató de coger el arma de un policía de fronteras israelí. En el segundo incidente, un colono israelí del asentamiento de Emmanuel mató a un ciudadano palestino de un pueblo cercano, según el propio colono, porque el fallecido tiró piedras contra su coche.
El presidente del Comité Internacional de la Cruz Roja Jakob Kellenberger viajó a la Franja de Gaza para evaluar la situación de la población palestina sobre el terreno, y visitar el hospital de Shifa, el principal de la Franja. También el secretario general de Naciones Unidas, Ban Ki-moon, inició una gira por la región, con la intención de apoyar los esfuerzos de lograr un alto el fuego entre las partes.
Doce cohetes y cuatro proyectiles de mortero fueron lanzados desde la Franja de Gaza al sur de Israel, sin provocar víctimas. Uno de ellos impactó cerca de una escuela en Ascalón, produciendo daños en el edificio.

### Decimonoveno día de la ofensiva: 14 de enero
Hamás, en boca de su portavoz en el Consejo Legislativo Palestino, Salah al Bardawil, anunció que "aceptamos la propuesta egipcia para un alto el fuego, aunque con condiciones". Entre estas condiciones podría estar que Turquía hiciera de garante del alto el fuego, el despliegue de observadores internacionales en la Franja de Gaza, una "tregua humanitaria" de tres días, y la retirada del ejército israelí de la Franja en 48 horas.
Tres cohetes Katyusha lanzados desde el sur del Líbano impactaron en el norte de Israel, sin causar víctimas. Tras el ataque el ejército israelí disparó ocho obuses de artillería contra el lugar desde el que se había producido el lanzamiento, cerca del pueblo de Kfar Hamam, sin causar víctimas. Todavía no está claro quién fue el responsable de este lanzamiento de cohetes.
Al menos quince palestinos murieron desde la mañana en la Franja de Gaza por el Ejército israelí, cuatro palestinos fallecieron al mediodía tras el bombardeo del campo de refugiados de Jabalia y dos mujeres murieron también después de que tres proyectiles de artillería destruyeran su vivienda.
Siete paracaidistas israelíes resultaron heridos, uno de ellos de carácter grave, tras recibir un impacto de misil antitanque por parte de un miliciano palestino en las afueras de Ciudad de Gaza. En otro incidente, un paracaidista israelí mató a un palestino que pretendía cometer un atentado suicida contra él, según informó Ha'aretz.
El Presidente de Bolivia Evo Morales anunció la ruptura de relaciones con Israel como consecuencia de la ofensiva del ejército hebreo sobre Gaza. "Bolivia mantenía relaciones diplomáticas con Israel, pero considerando estos graves ataques contra la humanidad, Bolivia dejará de mantener relaciones diplomáticas con Israel", afirmó. Morales anunció su intención de llevar al estado mayor del ejército de Israel ante la Corte Penal Internacional por cargos de genocidio.
La cifra de palestinos muertos totales alcanzó los 1.010, de los cuales 673 eran civiles y dentro de estos incluían a 225 niños y 69 mujeres.
Unos dieciséis cohetes lanzados por milicianos palestinos desde la Franja de Gaza impactaron en suelo israelí, sin provocar víctimas. Todos cayeron en áreas deshabitadas cerca de Asdod, Ascalón y Beerseba. Entre los proyectiles lanzados, habría uno que contendría fósforo blanco, prohibido como armamento en el Tratado de Ginebra de 1980.

### Vigésimo día de la ofensiva: 15 de enero

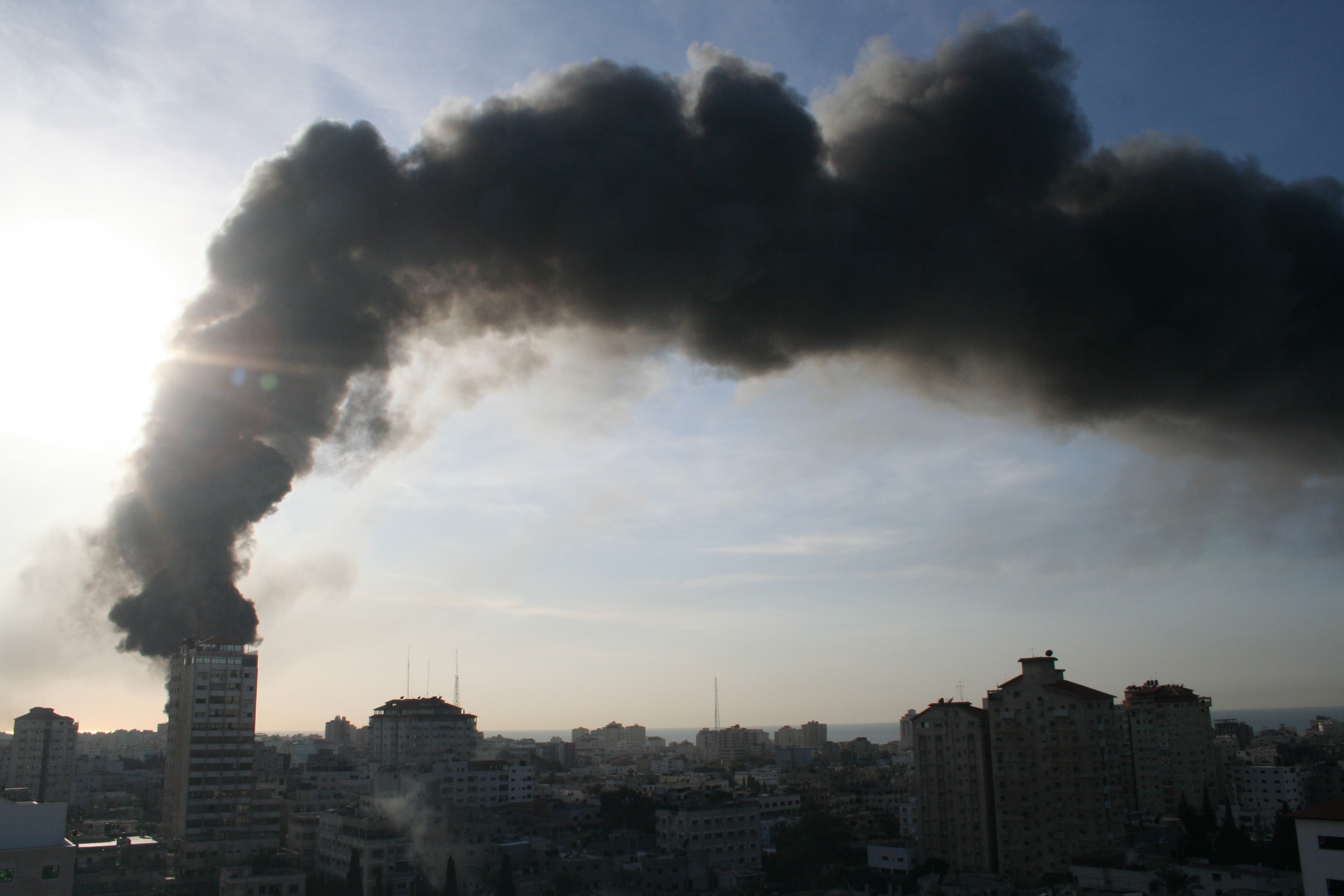
El edificio de la ONU bombardeado el 15 de enero.

El ejército israelí intensificó su ofensiva en el terreno mientras en el terreno diplomático se trataba por todos los medios de alcanzar un alto el fuego. Entre otros objetivos del centro de Ciudad de Gaza, la Fuerza Aérea Israelí bombardeó el cuartel general de la Agencia de Naciones Unidas para los Refugiados de Palestina en Oriente Próximo (UNRWA en inglés), produciendo al menos tres heridos. Según miembros de la Agencia, dependiente de Naciones Unidas, "todos los alimentos" que almacenaban fueron destruidos. Entre las instalaciones alcanzadas por el bombardeo se encontraba el centro de información, donde se refugiaban 700 personas. Poco después del ataque, producido según la UNRWA con "dos disparos de artillería y tres bombas de fósforo blanco", el ministro de defensa israelí Ehud Barak pidió perdón a la ONU por el "gran error" cometido. Éste prometió al secretario general Ban Ki-Moon, que se encontraba en Jerusalén apoyando las negociaciones para alcanzar un alto el fuego, "atención extra" a las instalaciones de la ONU y a su personal para que no se repitiera el incidente. También fue atacado un edificio en el centro de Ciudad de Gaza en el que tenían su sede varios medios de comunicación. Dos periodistas resultaron heridos.
En uno de los bombardeos de la aviación israelí sobre Ciudad de Gaza murió el ministro de Interior de Hamás en la Franja, Said Siam, junto a su hijo, su hermano, y Salah Abu Shreh, responsable de los servicios de seguridad de Hamás. Siam era uno de los principales líderes de Hamás, y por ello el ejército israelí lo considera el miembro más importante de la organización islamista al que ha matado en su ofensiva en Gaza. Además, una veintena de palestinos resultaron heridos en el bombardeo.
Carros de combate israelíes Merkava penetraron a través del barrio Tel al Hawa, al sur de la capital de la Franja. Según los testigos, miles de personas tratan de huir de los combates por las calles del centro de la ciudad. El hospital principal del barrio fue alcanzado por fuego de artillería procedente de los tanques israelíes, cuando en su interior había unas 500 personas. Según los testigos, un obús impactó en el tejado del edificio, y la farmacia fue destruida. Hasta el momento se desconoce si hubo víctimas o heridos.
El "Espíritu de la Humanidad", un barco fletado por la organización Free Gaza, con treinta y cinco personas a bordo y varias toneladas de ayuda humanitaria, fue obligado a abandonar su travesía hacia la Franja de Gaza por un barco de la Marina de Israel. El objetivo del "Espíritu de la Humanidad" era lograr llevar la ayuda humanitaria a la población de la Franja de Gaza, aunque finalmente tuvo que dar la vuelta y retornar al puerto de partida, Lárnaca (en Chipre).
El gobierno de Venezuela anunció la ruptura de relaciones diplomáticas con Israel "ante la gravedad de las atrocidades contra el pueblo palestino". El gobierno del presidente Hugo Chávez manifestó su intención de "insistir ante la comunidad internacional para que sean denunciados ante la Corte Penal Internacional los crímenes de lesa humanidad cometidos por sus líderes".
Un total de cuarenta cohetes lanzados por milicianos palestinos desde Gaza impactaron sobre territorio israelí. Dos de ellos cayeron en la ciudad de Beerseba, y uno de ellos impactó directamente contra un coche, causando entre ambos cinco heridos, dos de ellos graves (uno de ellos, un niño de siete años). En Sederot, un cohete cayó sobre el jardín de una casa, produciendo importantes daños en el edificio aunque sin generar víctimas. Otro de los cohetes impactó en la ciudad de Gedera, sin producir heridos ni víctimas.
La televisión egipcia anunció que Israel habría finalmente aceptado la tregua propuesta por el presidente egipcio Hosni Mubarak, aunque todavía faltarían una serie de detalles a negociar entre las partes. Previamente, la Secretaría de Estado Condoleezza Rice había afirmado que Estados Unidos ayudaría a Israel a impedir el contrabando de armas entre Egipto y la Franja de Gaza.

### Vigésimo primer día de la ofensiva: 16 de enero
En la Franja de Gaza se vivió un día relativamente tranquilo, como consecuencia de la virulencia de la ofensiva del día anterior y de la intensificación de los contactos diplomáticos en búsqueda de un alto el fuego. A pesar de ello, los ataques sobre el terreno continuaron. La aviación israelí bombardeó unos cuarenta objetivos en la Franja de Gaza, dirigidos contra milicianos palestinos, túneles bajo la frontera entre Egipto y Gaza y una mezquita en la que, según el ejército israelí, se almacenaban armas.
La secretaria de estado de los Estados Unidos, Condoleezza Rice, y la ministra de Asuntos Exteriores de Israel, Tzipi Livni, firmaron un acuerdo bilateral para prevenir el contrabando de armas hacia la Franja de Gaza por parte de Hamás. Este acuerdo fue visto como un paso importante hacia la posterior declaración de un alto el fuego.
Tras la muerte de Said Siam en un bombardeo israelí el día anterior, Hamás convocó a los palestinos a un "día de cólera". Cientos de personas protestaron en las calles de las principales ciudades de Cisjordania; en Hebrón las fuerzas de seguridad israelíes dispararon a los manifestantes, lo que produjo la muerte de un palestino.
En una reunión de la Liga Árabe en Catar, el presidente de Siria Bashar al-Asad instó a las naciones árabes a romper las relaciones con Israel a causa de su ofensiva sobre Gaza. Posteriormente a estas declaraciones, Mauritania y Catar anunciaron la ruptura de "relaciones políticas y diplomáticas" con el estado hebreo.
El portavoz de la Organización Mundial de la Salud en Jerusalén, Tony Laurence, denunció que 16 centros de salud de la Franja de Gaza habían sido dañados por el fuego directo e indirecto del ejército israelí, destacando el producido contra el hospital Al Quds, en el que resultaron destruidos la farmacia y los edificios administrativos. Laurence afirmó que estos ataques constituyen una "grave violación del derecho internacional humanitario".
Quince cohetes cayeron sobre territorio israelí, en las localidades de Asdod, Ascalón, Kiryat Gat y Eskhol. Dos israelíes resultaron heridos leves a causa de los cohetes caídos sobre Asdod, y otros tres personas más fueron heridas, también de carácter leve, a consecuencia de las heridas sufridas por la explosión de dos Grad en Kiryat Gat.

## Retirada del ejército israelí y declaración mutua del alto el fuego

### Vigésimo segundo día de la ofensiva: 17 de enero
Al menos nueve palestinos murieron y 11 resultaron heridos tras el ataque del ejército israelí sobre una escuela de la UNRWA en Beit Lahiya, en el norte de la Franja de Gaza. En dicha escuela se encontraban cientos de palestinos, que trataban de refugiarse de los combates. Según la radio pública israelí en los alrededores de la escuela se estaban produciendo enfrentamientos entre el ejército israelí y los milicianos palestinos. El portavoz de la UNRWA en Gaza Christopher Gunness, anunció que solicitará una investigación sobre el ataque a la escuela de Beit Lahiya, el tercero ocurrido en la ofensiva contra escuelas de la UNRWA en Gaza, y si este pudiera constituir un crimen de guerra. Yigal Palmor, un portavoz de ministerio de exteriores israelí, afirmó que las acusaciones de crímenes de guerra "no están apoyadas en la más mínima evidencia".
Otros tres palestinos murieron en otro incidente el barrio de Al-Karama, cerca del campo de refugiados de Shati, por los disparos producidos por barcos de la marina israelí.
Nueve miembros del ejército israelí resultaron heridos en diferentes combates en la Franja de Gaza. Cinco de ellos, uno en estado grave fueron objetivo de un misil antitanque lanzado por milicianos palestinos. Otros cuatro, todos ellos paracaidistas y dos de ellos oficiales, fueron heridos graves en un incidente en el norte de la Franja de Gaza. Se cree que pudieron ser víctimas del fuego amigo, que ha producido varias bajas en el ejército israelí en la ofensiva. De confirmarse, sería el cuarto incidente de este tipo.
Unos veinte cohetes y cuatro proyectiles de mortero lanzados desde la Franja de Gaza cayeron sobre territorio israelí durante el día, sin provocar víctimas ni heridos. Uno de ellos impactó sobre una sinagoga vacía en el Concejo Regional de Merhavim y otro impactó cerca de una casa en Asdod; el resto de ellos cayeron sobre campo abierto.
El primer ministro israelí, Ehud Ólmert, anunció tras la reunión de su gobierno un "cese unilateral de las hostilidades en la Franja de Gaza". Según el primer ministro, los objetivos de la ofensiva del ejército israelí se habrían cumplido pues, según afirmó: "Hamás ha sufrido un duro golpe, muchos de sus hombres murieron, los disparos de cohetes se han reducido y numerosos túneles empleados para el contrabando de armas fueron destruidos". Los militares israelíes, no obstante, no se retirarán de la Franja, y el primer ministro anunció que "si Hamas dispara contra fuerzas israelíes, nos reservamos el derecho de responder". Este alto el fuego unilateral sería consecuencia del pacto alcanzado el día previo entre Israel y Estados Unidos para impedir el contrabando de armas por parte de Hamás.
Inmediatamente tras la declaración israelí de alto el fuego unilateral, al menos seis cohetes Grad fueron lanzados por milicianos palestinos hacia el sur de Israel, cerca de Beerseba. Todos ellos cayeron sobre campo abierto y ninguno de ellos causó daños materiales ni víctimas.
El portavoz de Hamás en Líbano, Osama Hamdán, anunció que su organización no respetaría el alto el fuego decretado por Israel, pues según dijo "la batalla no ha acabado y no terminará con el cese de la agresión [israelí], sino con el fin de la ocupación". Las exigencias de Hamás para respetar el alto el fuego serían, según afirmó Fauzi Barhum que "el enemigo sionista cese en sus agresiones, se retire de Gaza, ponga fin a su bloqueo y abra todos los pasos fronterizos".
El secretario general de Naciones Unidas, Ban Ki-Moon, afirmó sentirse "aliviado" por el alto el fuego del ejército israelí. Posteriormente añadió: "esto debería ser un primer paso que desemboque en la retirada completa de las tropas israelíes de la Franja de Gaza lo antes posible".

### Vigésimo tercer día de la ofensiva: 18 de enero
A pesar de la declaración de alto el fuego unilateral por parte de Israel, los enfrentamientos continuaron sobre el terreno. Diez cohetes Qassam y tres proyectiles de mortero fueron lanzados desde la Franja de Gaza sobre territorio israelí tras el comienzo del alto el fuego, que Hamás había anunciado que no iba a cumplir. Uno de los cohetes impactó sobre un edificio de Asdod, provocando heridas a una mujer. Tras el lanzamiento de cohetes por parte de milicianos palestinos, la aviación israelí respondió con ataques sobre los lugares desde los que se había lanzado los cohetes contra Israel.
Un palestino murió en Jan Yunis a consecuencia de los bombardeos israelíes sobre la ciudad, resultando la primera víctima tras la declaración unilateral de alto el fuego por parte de Israel. También hubo intercambio de fuego entre milicianos palestinos y el ejército israelí en la localidad gazatí de Jabalia, y los helicópteros de combate atacaron varios edificios en Ciudad de Gaza.
Tras estos incidentes Hamás, junto con otras organizaciones palestinas, decretaron un alto el fuego inmediato con una duración de una semana, que fue confirmado después por el líder de la organización islamista en el exilio Khaled Meshaal. Las organizaciones palestinas se comprometieron de esta forma a detener el lanzamiento de cohetes contra territorio israelí durante siete días, con el objetivo de que el ejército israelí se retire de la Franja de Gaza. Un portavoz del primer ministro israelí Ehud Ólmert afirmó que el ejército israelí no contemplaría un calendario de retirada mientras no cesara el lanzamiento de cohetes sobre su territorio.
El alto el fuego fue aprovechado por algunas familias palestinas para volver a sus casas, mientras las excavadoras retiraban los escombros producidos por los combates y bombardeos. Un total de 95 cadáveres, entre milicianos y civiles palestinos, fueron encontrados entre las ruinas de edificios en Beit Lahiya, el norte de la Franja de Gaza. Según Ha'aretz, la mayoría de los muertos serían milicianos de la Yihad Islámica, aunque habría también civiles.
Horas después de la declaración de alto el fuego por parte de Hamás, el ejército israelí comenzó una retirada "parcial" de sus tropas terrestres estacionadas en la Franja de Gaza. Un portavoz del ejército israelí confirmó que "hemos comenzado una retirada gradual de nuestras tropas".
El presidente egipcio Hosni Mubarak y el francés Nicolas Sarkozy auspiciaron una cumbre entre países árabes y europeos con el fin de favorecer las condiciones para una paz duradera. A la cumbre, celebrada en la ciudad egipcia de Sharm el-Sheij, acudieron representantes de Francia, Egipto, Turquía, Jordania, Reino Unido, Italia, España, República Checa y Alemania, así como el secretario general de Naciones Unidas, el de la Liga Árabe y el presidente de la Autoridad Nacional Palestina. Tras la celebración de la cumbre, Sarkozy afirmó que "Israel debe plantearse inmediatamente que si el lanzamiento de cohetes termina, su ejército deberá abandonar Gaza. No hay otra solución para alcanzar la paz". La cumbre finalizó con la conclusión de que Egipto debía auspiciar en los días siguientes un nuevo encuentro en el que se tratase la apertura de las fronteras de la Franja de Gaza para permitir la entrada de ayuda humanitaria.

## Posguerra

### Incidente del paso de Kissufim: 27 de enero
El 27 de enero se produjo el incidente más grave desde el alto el fuego bilateral. Una bomba accionada por milicianos palestinos explotó cerca de una patrulla del ejército israelí en las proximidades del paso de Kissufim, matando a un soldado israelí e hiriendo a otros tres, uno de ellos grave. Tras el ataque, helicópteros israelíes sobrevolaron la Franja de Gaza, disparando fuego de artillería y bombardeando Ciudad de Gaza, causando la muerte a un palestino, un granjero según fuentes médicas de Gaza. Ni Hamás ni sus organizaciones aliadas reivindicaron el ataque.
Fuentes gubernamentales en Jerusalén afirmaron que "Israel debe responder enérgicamente y con ferocidad [al ataque]". La ministra de exteriores israelí y candidata de Kadima a las elecciones de febrero, Tzipi Livni, declaró que Israel debía "responder inmediatamente" al ataque producido en el paso de Kissufim. "Israel no necesita mostrar contención frente al terror en la Franja de Gaza. Esto fue cierto antes de la operación [del ejército israelí sobre la Franja de Gaza], y también es cierto después de ella". El ministro de defensa y candidato por el Partido Laborista Ehud Barak calificó de "grave" el ataque y afirmó: "[el ataque] no puede ser aceptado y responderemos", aunque no quiso especificar el tipo de respuesta a tomar.
Diplomáticos de Hamás que se encontraban en Egipto afirmaron que su organización "está muy interesada en el alto el fuego, a pesar de los juegos de poder". Según esta fuente, las organizaciones palestinas en Gaza comprenderían que la población gazatí estaría esperando un período de calma en el que poder "reconstruir sus casas y rehacer sus vidas", por lo que según esta información no estarían interesados en la reactivación del conflicto con Israel.
Tras el incidente, Hamás procedió a evacuar los edificios que alojaban las sedes gubernamentales y de seguridad de la Franja de Gaza por miedo a represalias del ejército israelí. La Fuerza Aérea Israelí bombardeó objetivos en el sur del territorio costero, alcanzando una motocicleta y dejando dos heridos críticos en Jan Yunis, uno de ellos miliciano de Hamás, según fuentes médicas palestinas, que según el Shin Bet estaba relacionado con el ataque del paso de Kissufim. Miembros del ejército israelí penetraron en el interior de la Franja de Gaza por primera vez desde la retirada del 23 de enero, según información del Jerusalem Post, en busca de los milicianos que habían perpetrado el ataque. Según Al Yazira, el ejército israelí cerró los puestos fronterizos de Kerem Shalom y Karni tras el ataque, impidiendo la entrada de 185 camiones de ayuda humanitaria en el territorio costero. Según testigos de Deir al-Balah, en la zona central de la Franja de Gaza, tanques y excavadoras blindadas del ejército israelí entraron en territorio gazatí, destruyendo huertos y pozos.
Tras estos combates, el primer ministro israelí Ehud Ólmert anunció que el ataque del paso de Kissufim que costó la vida de un suboficial israelí fue "el incidente más grave". Refiriéndose a los ataques llevados a cabo por el ejército israelí tras el incidente afirmó: "lo que la Fuerzas de Defensa de Israel han hecho hasta ahora [en Gaza] no es la respuesta [al ataque del paso de Kissufim]". "La respuesta de Israel todavía no ha llegado", declaró anunciando una posible escalada de las hostilidades.

### Segundo día de la reactivación del conflicto: 28 de enero
La Fuerza Aérea de Israel bombardeó los túneles que comunican la Franja de Gaza y Egipto bajo la Ruta Philadelphi, sin que se reportaran víctimas. Los residentes de la localidad de Rafah, próxima a la frontera con Egipto y a los túneles, comenzaron a huir de sus viviendas por miedo a posibles ataques del ejército israelí. Por su parte, milicianos palestinos anunciaron el lanzamiento de un cohete desde Gaza hacia Israel, aunque el ejército israelí afirmó que no tenía constancia del impacto de dicho cohete en territorio israelí. Posteriormente otro cohete fue lanzado por la noche por milicianos palestinos desde el norte de la Franja de Gaza contra territorio israelí. El cohete impactó en el Concejo Regional de Eshkol, sin causar víctimas, y sería el primer Qassam que impacta en Israel tras la retirada del ejército de la Franja de Gaza. Tras este lanzamiento, unidades de la Fuerza Aérea de Israel bombardearon en respuesta una fábrica de armas en Rafah, sin que se reportaran víctimas. Un portavoz del ejército israelí afirmó que consideraban a Hamás responsable del lanzamiento, y que anunció que responderían a "cualquier violación del alto el fuego [por parte de los milicianos palestinos]".
Según información recogida por Yedioth Ahronoth, algunos de los ciudadanos que volvieron a sus casas en el barrio gazatí de Zeitun encontraron en sus paredes pintadas antiárabes realizadas por soldados israelíes. Un portavoz del ejército israelí afirmó al respecto: "este hecho va contra el código ético de las Fuerzas de Defensa de Israel, será investigado y los responsables serán duramente castigados".
El enviado de Estados Unidos para Oriente Medio llegó a Jerusalén, donde se entrevistó con el primer ministro Ehud Ólmert. Éste le hizo saber las condiciones de su gobierno para lograr un alto el fuego duradero, entre las que destacaba la condición de resolver previamente la cuestión relativa al cautiverio de Gilad Shalit antes de reabrir de forma permanente los pasos fronterizos de la Franja de Gaza. El líder de Hamás en el exilio, Khaled Meshaal anunció que su organización conocía las condiciones israelíes y que no las aceptaba. "Rechazamos estas condiciones israelíes", afirmó.

### Tercer día de la reactivación del conflicto: 29 de enero
Un cohete lanzado desde la Franja de Gaza impactó en campo abierto cerca de la localidad israelí de Sederot, sin producir víctimas. La Fuerza Aérea de Israel respondió bombardeando una motocicleta en Jan Yunis, hiriendo al conductor y a siete niños que se encontraban en las proximidades de la motocicleta. El conductor se encontraba en esta crítico, según un médico del hospital Nasser de la localidad de Jan Yunis, y estaba relacionado con el ataque del paso de Kissufim del día 27, según el ejército israelí.
Ghazi Hamad, miembro de Hamás, afirmó en declaraciones a Associated Press que su organización aceptaría una tregua de larga duración si Israel se comprometía a reabrir de forma permanente los pasos fronterizos de Gaza. "Queremos ser parte de la comunidad internacional", afirmó. "Creo que Hamás no está interesado ahora en aumentar el número de crisis en Gaza o en combatir al mundo", declaró. Sin embargo, Hamad no se pronunció acerca de la cuestión de Gilad Shalit, cuya liberación fue puesta por el gobierno israelí como condición para reabrir permanentemente los pasos fronterizos de Gaza.

### Quinto día de la reactivación del conflicto: 31 de enero
Milicianos palestinos lanzaron un cohete Grad, de mayor alcance y potencia que los Qassam, desde la Franja de Gaza contra territorio israelí. El cohete impactó en una zona abierta cerca de la ciudad de Ascalón, sin producir heridos. Portavoces del ejército israelí y del ministerio de defensa habían advertido previamente que responderían a cada cohete lanzado sobre Israel, advirtiendo incluso sobre la posibilidad de llevar a cabo una nueva ofensiva sobre Gaza de continuar el lanzamiento de cohetes contra Israel. Sin embargo, finalmente el ejército israelí no respondió a este lanzamiento.

### Sexto día de la reactivación del conflicto: 1 de febrero
Al menos cuatro cohetes Qassam y ocho piezas de mortero fueron lanzados desde Gaza hacia territorio israelí, impactando en la parte occidental del Desierto del Néguev, provocando heridas leves en dos soldados israelíes y un civil en el Concejo Regional Sha'ar Hanegev. Uno de los cohetes impactó entre dos guarderías en la región de Eshkol, sin causar daños en los edificios. Por la mañana, soldados israelíes intercambiaron fuego con milicianos palestinos cerca del paso de Kissufim, sin que se reportaran víctimas. Según Al Yazira, el ataque fue llevado a cabo por las Brigadas de los Mártires de Al-Aqsa, grupo armado vinculado a Fatah.
Tras el lanzamiento de cohetes, el primer ministro israelí Ehud Ólmert anunció que el ejército hebreo respondería: "habrá una reacción dura y desproporcionada al fuego contra los ciudadanos de Israel y sus fuerzas de seguridad"."La respuesta llegará cuándo, dónde y cómo decidamos", declaró Ólmert. El mismo día, la cadena árabe Al Arabiya anunció que Hamás habría aceptado una propuesta egipcia para mantener un alto el fuego durante un período de un año. Según esta información, el paso fronterizo de Rafah entre Gaza y Egipto quedaría bajo la supervisión de la Autoridad Nacional Palestina, controlada por Fatah, y coordinada con Hamás. Hasta el momento ningún portavoz de la organización islamista ha confirmado o desmentido la información.
Por la noche, la Fuerza Aérea Israelí bombardeó un edificio de seguridad de Hamás en el centro de la Franja de Gaza, y lanzó dos bombas sobre los túneles que conectan Egipto y Gaza bajo la Ruta Philadelphi. El edificio de seguridad había sido evacuado, según algunos testigos, tras la advertencia del ejército israelí a la población gazatí de que abandonara cualquier edificio en el que hubiera armas.
Según información recogida por Jerusalem Post, el jefe de la inteligencia militar israelí Amos Yadlin declaró que Hamás estaba respetando el alto el fuego, y que eran otras organizaciones palestinas las que continuaban lanzando cohetes contra Israel. "Hamás ha sido disuadido y está respetando el alto el fuego, pero no está haciendo lo suficiente para disuadir a las demás [organizaciones palestinas]", informó Yadlin.

### Séptimo día de la reactivación del conflicto: 2 de febrero
Milicianos palestinos lanzaron tres piezas de mortero contra territorio israelí, que impactaron sobre el Desierto del Néguev sin causar víctimas ni daños en propiedades. Tras este ataque, un avión de la Fuerza Aérea Israelí lanzó un misil contra un coche que circulaba por las calles de Rafah, y en el que según el ejército israelí se encontraban los autores del lanzamiento de mortero. Un ocupante del vehículo murió y otros tres resultaron heridos, según fuentes médicas palestinas.
Tras el ataque aéreo israelí sobre Gaza, los milicianos palestinos lanzaron un cohete sobre Israel, que impactó en el Concejo Regional Sha'ar Hanegev sin causar víctimas ni daños de importancia.

### Octavo día de la reactivación del conflicto: 3 de febrero
Milicianos palestinos lanzaron un cohete Grad contra territorio israelí, impactando en la ciudad de Ascalón y causando daños en propiedades. Ninguna persona fue herida a causa del ataque. Varias horas tras producirse el lanzamiento, la Fuerza Aérea de Israel avisó a los habitantes de la localidad gazatí de Rafah de que se alejaran de los túneles que comunican Gaza con Egipto, pues iban a ser bombardeados. Además de los túneles bajo la frontera, también fue bombardeado un centro de entrenamiento de las Brigadas Izzedin Al Qassam, sin que en ninguno de estos ataques se reportaran víctimas.

### Noveno día de la reactivación del conflicto: 4 de febrero
Una pieza de mortero fue lanzada desde Gaza contra el territorio israelí, impactando en el Concejo Regional de Eshkol sin producir víctimas, aunque sí daños en la propiedad.

### Décimo día de la reactivación del conflicto: 5 de febrero
Las Fuerzas de Defensa de Israel mataron a un miliciano palestino que, según el ejército, se había aproximado a la frontera entre la Franja de Gaza e Israel portando una granada. Horas después, los milicianos palestinos lanzaban dos cohetes desde Beit Lahiya hacia territorio israelí, que impactaron en Ascalón y en el Concejo Regional de Sha'ar Hanegev, en el Desierto del Néguev, sin causar víctimas ni daños en la propiedad.
El primer ministro israelí saliente, Ehud Ólmert, permitió la transferencia de 175 millones de shequels (unos 34 millones de euros) desde bancos de Cisjordania a la Franja de Gaza con el objetivo de pagar los salarios de enero de los funcionarios de la Autoridad Nacional Palestina de la Franja de Gaza. Este gesto fue aplaudido por la Secretaría de Estado estadounidense Hillary Clinton, pues según ella ayudaría a fortalecer al sector más moderado de la ANP.

### Decimoprimer día de la reactivación del conflicto: 6 de febrero
Miembros de Hamás asaltaron y confiscaron los almacenes de la Agencia de Naciones Unidas para los Refugiados de Palestina en Oriente Próximo (UNRWA), en los que había unas 200 toneladas de comida y ayuda humanitaria. Tras conocerse el hecho, la UNRWA anunció su intención de suspender la ayuda humanitaria en Gaza de forma indefinida, hasta que la ayuda humanitaria fuera devuelta y Hamás diese garantías suficientes de que no se volverían a producir robos de este tipo en el futuro. Este no es el primer suceso de este tipo que se produce tras la ofensiva israelí: el 4 de febrero, miembros de la policía de Hamás entraron en un almacén de la UNRWA en Ciudad de Gaza, confiscando 3.500 mantas y 400 paquetes de comida preparados para ser distribuidos a 500 familias, según dijo el portavoz de la UNRWA en Gaza, Christopher Gunness.
Milicianos palestinos lanzaron dos cohetes desde la Franja de Gaza hacia territorio israelí; uno de ellos impactó en el Concejo Regional de Sha'ar Hanegev, y el otro en Ascalón, sin producir víctimas ni daños en la propiedad. Horas después del lanzamiento de los cohetes, la Fuerza Aérea de Israel bombardeó cuatro túneles bajo la Ruta Philadelphi y un almacén de armas en el sur del territorio costero, sin causar víctimas según testigos palestinos.

### Decimosegundo día de la reactivación del conflicto: 7 de febrero
Las conversaciones entre las partes bajo mediación egipcia se intensificaron, con un doble objetivo: llegar a un alto el fuego duradero que permita la normalización de la situación en el terreno, y la liberación del soldado israelí Gilad Shalit, capturado por Hamás en 2006, que podría ser liberado por sus captores a cambio de la liberación por parte de Israel de cientos de palestinos presos en cárceles Israelíes. Según la información recogida por el periódico Al-Hayat, 1000 palestinos presos en Israel serían liberados en el intercambio por Gilad Shalit, entre ellos Marwan Barghouti, líder de Fatah preso en Israel desde 2002.

### Decimotercer día de la reactivación del conflicto: 8 de febrero
En medio de la intensificación de las negociaciones para lograr un alto el fuego duradero y la liberación de Gilad Shalit, milicianos palestinos lanzaron un Qassam desde la Franja de Gaza hacia el Desierto del Néguev, causando un incendio en un coche en el Concejo Regional de Sha'ar Hanegev. No se reportaron víctimas como consecuencia del cohete. Posteriormente, un Grad lanzado desde Gaza impactó en la localidad israelí de Ascalón, sin producir víctimas ni daños en la propiedad.

### Decimocuarto día de la reactivación del conflicto: 9 de febrero
La Fuerza Aérea de Israel atacó dos objetivos de Hamás, uno en el norte y otro el sur de la Franja de Gaza, como respuesta a los cohetes lanzados el día anterior por parte de milicianos palestinos contra territorio israelí. Según testigos palestinos, el objetivo de uno de los ataques fue un puesto de la fuerza de seguridad de Hamás en Jan Yunis. En otro incidente, fuentes palestinas afirmaron que un militante de la Yihad Islámica resultó muerto cerca de Beit Hanoun a causa de los disparos de tropas de tierra del ejército israelí. En un primer momento el ejército israelí negó la existencia de combates en la zona donde se produjo el incidente, aunque posteriormente confirmó que tropas de patrulla en la zona habían abierto fuego contra un miliciano palestino, causándole la muerte. La Yihad Islámica confirmó que el miliciano tenía la misión de atacar una patrulla del ejército israelí en la frontera de la Franja de Gaza.
La Agencia de Naciones Unidas para los Refugiados de Palestina en Oriente Próximo (UNRWA) anunció que Hamás había devuelto la totalidad de la ayuda humanitaria que había robado tres días antes, por lo que la organización humanitaria afirmó que reanudaría sus operaciones en la Franja de Gaza.

### Decimoquinto día de la reactivación del conflicto: 10 de febrero
La noche del 10 de febrero, día de elecciones legislativas en Israel, y mientras continuaban las conversaciones en Egipto para alcanzar un alto el fuego duradero, un cohete fue lanzado desde la Franja de Gaza hacia territorio israelí, que impactó en el Desierto del Néguev sin provocar víctimas ni daños en la propiedad.

### Decimosexto día de la reactivación del conflicto: 11 de febrero
Un total de tres piezas de mortero lanzadas desde Gaza cayeron sobre el Desierto del Néguev el día después de las elecciones israelíes. Las tres impactaron en áreas abiertas del Concejo Regional de Eshkol, sin causar víctimas ni daños en la propiedad.

### Decimoséptimo día de la reactivación del conflicto: 12 de febrero
En respuesta al lanzamiento de un cohete y tres piezas de mortero por parte de milicianos palestinos los días anteriores, un helicóptero Apache de la Fuerza Aérea de Israel bombardeó el cuartel general de los servicios de seguridad de Hamás en Jan Yunis, en el sur de la Franja de Gaza. Este edificio había sido ya atacado por el ejército israelí durante su ofensiva sobre Gaza, antes de la declaración de alto el fuego. Según testigos palestinos, no se produjeron heridos ni víctimas en el ataque.
La policía egipcia anunció que había detenido a unas cuarenta personas sospechosas de haber contrabandeado con la Franja de Gaza. Las fuerzas de seguridad egicpias anunciaron haber requisado bienes por un importe cercano al millón de dólares, mientras que centenares de sus efectivos se desplegaron dentro y alrededor de la parte egipcia de la localidad de Rafah. El portavoz de la policía afirmó que los bienes requisados consistían fundamentalmente en comida, televisiones, batidora y otros artículos.

### Décimo octavo día de la reactivación del conflicto: 13 de febrero
Dos cohetes Qassam y una pieza de mortero fueron lanzados desde Gaza contra territorio israelí, que impactaron en Israel causar víctimas ni daños en la propiedad. Uno de ellos cayó en un área abierta en la región de Eshkol, y posteriormente el otro impactó cerca de la ciudad de Sederot.

### Décimo noveno día de la reactivación del conflicto: 14 de febrero
Un ataque de la Fuerza Aérea de Israel en la localidad gazatí de Jan Yunis provocó la muerte a un palestino y heridas de carácter crítico a otro. El ejército israelí declaró que ambos eran miembros de la Yihad Islámica que estaban planeando un ataque contra Israel. Otros seis palestinos resultaron heridos en el ataque.
La oficina del portavoz de las Fuerzas Armadas hebreas también afirmó que se habían bombardeado cuatro túneles bajo la frontera entre Gaza y Egipto, así como dos instalaciones de fabricación de armas de Hamás.
Un artefacto explosivo fue detonado al paso de una patrulla israelí cerca de la frontera con Gaza, aunque no se produjeron víctimas ni daños como consecuencia de la explosión.

### Vigésimo día de la reactivación del conflicto: 15 de febrero
Miembros de las Fuerzas Armadas de Israel neutralizaron otro artefacto explosivo localizado en la frontera entre Israel y Gaza cerca del Paso de Kissufim. Este artefacto sería el segundo en dos días colocado por milicianos palestinos, con el objetivo de atacar a los miembros del ejército israelí que se encontraban patrullando en la frontera con Gaza.
Posteriormente, un cohete fue lanzado desde la Franja de Gaza contra Israel, impactando en el Concejo Regional de Sdot Néguev sin que se produjesen víctimas ni daños en la propiedad.

### Vigésimo primer día de la reactivación del conflicto: 16 de febrero
Milicianos palestinos lanzaron dos cohetes Qassam desde Gaza hacia territorio Israelí. Uno de ellos impactó sobre un kibutz del Concejo Regional de Sdot Negev, y el otro en un área abierta del Concejo Regional de Sha'ar Hanegev, sin causar víctimas ni daños en la propiedad. La Fuerza Aérea de Israel respondió atacando tres túneles de la Franja de Gaza que discurren bajo la Ruta Philadelphi, sin que se reportaran víctimas.

### Vigésimo tercer día de la reactivación del conflicto: 18 de febrero
El Gobierno de Israel presidido por Ehud Ólmert anunció su rechazo a la propuesta egipcia para alcanzar un alto el fuego, que había sido aceptado previamente por Hamás, mientras la organización islamista no liberase previamente al soldado Gilad Shalit. El primer ministro Ólmert declaró: "negociaremos la liberación de Shalit, y sólo después estaremos dispuestos a discutir sobre los pasos de Gaza y la reconstrucción de la Franja [de Gaza]". Tras estas declaraciones, el líder de Hamás en el exilio, Khaled Meshaal declaró: "no habrá tregua mientras los pasos fronterizos no se abran". Amos Gilad, el enviado del ministro de Defensa israelí para las negociaciones con los mediadores egipcios, afirmó en informaciones recogidas por el diario Ma'ariv: "no entiendo que estamos intentando hacer. ¿Insultar a los egipcios? Ya lo hemos hecho. Esto es una locura." Tras estas declaraciones, el primer ministro Ólmert llamó a Gilad y al ministro de Defensa Ehud Barak para reprenderles por sus comentarios, según información recogida por Jerusalem Post.
El ejército israelí bombardeó siete túneles bajo la frontera Israel-Gaza y un puesto de Hamás cerca de Jan Yunis. Testigos palestinos afirmaron que una mezquita cercana al puesto de Hamás fue demolida como consecuencia del bombardeo. Tras el ataque, un cohete lanzado por milicianos palestinos impactó cerca de un kibutz en el Concejo Regional de Sha'ar Hanegev, sin causar víctimas ni daños en la propiedad.

### Vigésimo cuarto día de la reactivación del conflicto: 19 de febrero
Por la mañana, miembros del ejército israelí abrieron fuego contra un miliciano palestino cerca del paso de Kerem Shalom, que según el ejército pretendía colocar una bomba en la frontera entre Israel y Gaza. El miliciano resultó herido leve, y fue evacuado al hospital Soroka de Beerseba, y posteriormente fue trasladado para ser interrogado.
A lo largo del día, la Fuerza Aérea de Israel bombardeó seis de los túneles que transcurren bajo la Ruta Philadelphi, en el sur de la Franja de Gaza. No se reportaron víctimas ni heridos.
Tres Qassam y una pieza de mortero fueron lanzados desde Gaza contra territorio israelí; uno de los cohetes cayó dentro de Gaza, otros dos lo hicieron en el Concejo Regional de Eshkol, y la pieza de mortero impactó en un área abierta del Concejo Regional de Sdot Néguev, sin causar víctimas ni daños en la propiedad. Tras los bombardeos de la Fuerza Aérea hebrea, otro tres cohetes fueron lanzados contra Israel: un Qassam cayó en un área abierta del Concejo Regional de Sha'ar Hanegev, y dos Grad impactaron cerca de Netivot; ninguno de ellos causó daños ni víctimas.

### Vigésimo quinto día de la reactivación del conflicto: 20 de febrero
Milicianos palestinos lanzaron desde Gaza una decena de piezas de mortero contra miembros del ejército israelí cerca del paso de Kissufim, después de que estos disparasen contra un miliciano palestino que se había acercado a la verja fronteriza. No se reportaroron víctimas ni daños tras el incidente.
Un cohete fue lanzado desde Gaza contra Israel; éste impactó en un área abierta cerca de Netivot, sin causar daños en la propiedad ni víctimas.

### Vigésimo sexto día de la reactivación del conflicto: 21 de febrero
Un cohete Katyusha fue lanzado desde el sur del Líbano contra el norte de Israel. Este cohete impactó cerca de una casa en la región de Galilea. Tres personas de la familia que residía en la casa resultaron heridas de carácter leve como consecuencia de la explosión. Hezbolá negó toda relación con el ataque. El ejército israelí respondió al cohete lanzando seis piezas de artillería contra el sur del Líbano.
Dos milicianos palestinos afiliados a las Brigadas de Izz ad-Din al-Qassam, y que habían sido informantes del ejército israelí, fueron muertos en las afueras de Ciudad de Gaza y cerca de la frontera con Israel, cuando se disponían a llevar a cabo un ataque contra el ejército israelí. Hasta el momento no está claro el motivo de su muerte.